# 대한민국의 고속도로

대한민국의 고속도로 노선

대한민국의 고속도로(大韓民國의 高速道路)는 대한민국에 건설한 모든 고속도로를 통칭하여 이르는 말로, 자동차 전용도로의 일종이다. 격자형으로 건설되어 대한민국 각지를 촘촘하게 연결하고 있으며, 일부를 제외한 대부분의 노선은 공기업 한국도로공사가 국토교통부로부터 위탁받아 건설, 유지 및 관리를 시행하고 있다. 또한 민간 자본으로 건설된 고속도로들도 있어, 이들은 각각의 회사가 도로의 유지와 관리, 통행료 징수를 맡고 있다.
대한민국의 고속도로는 지정해제 구간을 제외하면 모두 국토교통부에 의해 고속국도로 지정되어 있으며, 일반국도와 달리 '경부선'이나 '호남선' 등 양 끝의 지역명칭을 따지 않은 노선명도 존재한다. 각 고속도로의 도로명은 각 지방자치단체 및 행정안전부가 대체로 해당 고속국도의 노선명을 따라 지정한다.
대한민국에는 51개의 고속국도 노선이 있다. 이 가운데 10개 노선은 민간 기업체의 컨소시엄이 주체가 되어 운영하는 민간투자고속도로이다.

## 연혁
- 1967년 9월 2일: 대통령령 1급국도와2급국도의노선지정의건을 통해 2급국도 제95호선 서울인천선 지정[1]
- 1968년 1월 20일: 2급국도 제97호선 서울수원선 지정[2]
- 1969년 4월 8일: 2급국도 제97호선 서울수원선을 삭제하고 1급국도 제1-1호선 서울부산선을 신설[3]
- 1970년 4월 21일: 1급국도 제1-3호선 서울전주선을 신설[4]
- 1971년 8월 31일: 1급국도와2급국도의노선지정령을 폐지하고[5] 고속국도노선지정령을 제정.[6]

| 노선번호 | 노선명                       | 비고                 |
| -------- | ---------------------------- | -------------------- |
| 제1호선  | 경부고속도로 (서울 ~ 부산선) | 구 1급국도 제1-1호선 |
| 제2호선  | 경인고속도로 (서울 ~ 인천선) | 구 2급국도 제95호선  |
| 제3호선  | 호남고속도로 (서울 ~ 순천선) | 구 1급국도 제1-3호선 |
| 제4호선  | 영동고속도로 (서울 ~ 원주선) | 신설                 |

- 1971년 12월 8일: 제6호선 부산 ~ 순천선 신설[7]
- 1973년 8월 23일: 제5호선 속초 ~ 삼척선 신설, 제4호선 ;서울 ~ 원주선'을 '서울 ~ 강릉선'으로 연장[8]
- 1976년 3월 19일: 제7호선 대구 ~ 마산선 신설[9]
- 1978년 6월 22일: 3개 노선을 신설하고 기존 6개 노선 경유지를 변경[10]

| 노선번호명 | 노선명               | 노선명               | 기점                     | 기점                        | 종점                          | 종점                      | 비고      |
| 노선번호명 | 변경 전              | 변경 후              | 변경 전                  | 변경 후                     | 변경 전                       | 변경 후                   | 비고      |
| ---------- | -------------------- | -------------------- | ------------------------ | --------------------------- | ----------------------------- | ------------------------- | --------- |
| 제1호선    | 서울 ~ 부산선        | 서울 ~ 부산선        | 서울특별시 종로구 세종로 | 서울특별시 강남구 압구정동  | 부산시 중구 대교동            | 부산시 동래구 구서동      | 노선 단축 |
| 제2호선    | 서울 ~ 인천선        | 서울 ~ 인천선        | 서울특별시 종로구 세종로 | 서울특별시 영등포구 양평동  | 경기도 인천시 시흥동          | 경기도 인천시 남구 용현동 | 노선 변경 |
| 제3호선    | 서울 ~ 순천선        | 대전 ~ 순천선        | 서울특별시 종로구 세종로 | 충청남도 대덕군 회덕면      | 전라남도 승주군 서촌면 선평리 | 전라남도 승주군 서면      | 노선 단축 |
| 제3호의2   | 대전 ~ 순천선의 지선 | 대전 ~ 순천선의 지선 | 전라남도 담양군 고서면   | 전라남도 담양군 고서면      | 전라남도 담양군 담양읍        | 전라남도 담양군 담양읍    | 노선 신설 |
| 제4호선    | 서울 ~ 강릉선        | 수원 ~ 강릉선        | 서울특별시 종로구 세종로 | 경기도 용인군 기흥면        | 강원도 강릉시 홍제동          | 강원도 강릉시 홍제동      | 노선 단축 |
| 제5호선    | 속초 ~ 삼척선        | 속초 ~ 삼척선        | 강원도 속초시 교동       | 강원도 속초시 교동          | 강원도 삼척군 북평읍          | 강원도 삼척군 북평읍      |           |
| 제6호선    | 부산 ~ 순천선        | 부산 ~ 순천선        | 부산시 부산진구 만덕동   | 부산시 부산진구 덕천동      | 전라남도 승주군 서면          | 전라남도 승주군 서면      | 노선 단축 |
| 제7호선    | 대구 ~ 마산선        | 대구 ~ 마산선        | 경상북도 칠곡군 칠곡면   | 경상북도 대구시 서구 비산동 | 경상남도 창원군 내서면        | 경상남도 창원군 내서면    | 노선 변경 |
| 제8호선    | 언양 ~ 울산선        | 언양 ~ 울산선        | 경상남도 울주군 언양면   | 경상남도 울주군 언양면      | 경상남도 울산시 무거동        | 경상남도 울산시 무거동    | 노선 신설 |
| 제9호선    | 부산 ~ 마산선        | 부산 ~ 마산선        | 부산시 부산진구 감전동   | 부산시 부산진구 감전동      | 경상남도 김해군 주촌면        | 경상남도 김해군 주촌면    | 노선 신설 |

- 1981년 11월 7일: 제3호의2 대전 ~ 순천선의 지선 기점을 '전라남도 담양군 고서면'에서 '경상북도 달성군 옥포면'으로 연장하고 제9호선 88올림픽선으로 변경, 고속국도 노선명 변경[11]

- 고속국도 제1호선: 서울 ~ 부산선 → 경부고속도로 (경부선)
- 고속국도 제2호선: 서울 ~ 인천선 → 경인고속도로 (경인선)
- 고속국도 제3호선: 대전 ~ 순천선 → 호남고속도로 (호남선)
- 고속국도 제3호의2호선: 대전 ~ 순천선의 지선 → 제9호선 88올림픽고속도로 (88올림픽선)
- 고속국도 제4호선: 수원 ~ 강릉선 → 영동고속도로 (영동선)
- 고속국도 제5호선: 속초 ~ 삼척선 → 동해고속도로 (동해선)
- 고속국도 제6호선: 부산 ~ 순천선 → 남해고속도로 (남해선)
- 고속국도 제8호선: 언양 ~ 울산선 → 울산고속도로 (울산선)
- 고속국도 제9호선: 부산 ~ 마산선 → 제6호의2호선 남해고속도로지선 (남해선의 지선)

- 1984년 6월 28일: 구마고속도로의 이현 분기점 ~ 팔달교 구간을 분리해 제7호의2 구마고속도로지선 신설[12]
- 1985년 5월 29일: 제10호선 중부선 신설[13]
- 1985년 9월 12일: 경인고속도로 기점을 '서울특별시 영등포구 양평동'에서 '서울특별시 강서구 신월동'으로 단축[14]
- 1987년 10월 5일: 서울 요금소를 서울특별시 강남구 (현 서초구) 양재동 (현재 서울 만남의 광장)에서 경기도 성남시 분당구 궁내동 현 서울요금소로 이전 (판교 요금소 영업 중지 후 임시 무료 개방)
- 1988년 1월 14일: 3개 노선을 신설[15]

| 노선번호명 | 노선명         | 기점                        | 종점                 |
| ---------- | -------------- | --------------------------- | -------------------- |
| 제11호선   | 판교 ~ 구리선  | 경기도 성남시 삼평동        | 경기도 구리시 인창동 |
| 제12호선   | 신갈 ~ 반월선  | 경기도 용인군 기흥읍        | 경기도 안산시 양상동 |
| 제13호선   | 대전남부순환선 | 충청남도 대전시 중구 원내동 | 충청남도 대덕군 동면 |

- 1989년 10월 20일: 제14호선 중앙선 신설[16]
- 1991년 7월 25일: 2개 노선을 신설하고 1개 노선을 변경[17]

| 노선번호명 | 노선번호명 | 노선명        | 노선명         | 기점                     | 기점                   | 종점                        | 종점                     | 비고      |
| 변경 전    | 변경 후    | 변경 전       | 변경 후        | 변경 전                  | 변경 후                | 변경 전                     | 변경 후                  | 비고      |
| ---------- | ---------- | ------------- | -------------- | ------------------------ | ---------------------- | --------------------------- | ------------------------ | --------- |
| 제10호선   | 제10호선   | 중부선        | 중부선         | 서울특별시 강동구 상일동 | 경기도 하남시 덕풍동   | 충청남도 대전시 동구 신대동 | 충청북도 청원군 남이면   | 노선 단축 |
| 제11호선   | 제101호선  | 판교 ~ 구리선 | 서울외곽순환선 | 경기도 성남시 삼평동     | 경기도 성남시 삼평동   | 경기도 구리시 인창동        | 경기도 남양주군 퇴계원면 | 노선 변경 |
| 제11호선   | 제11호선   | 서해안선      | 서해안선       | 인천직할시 남구 용현동   | 인천직할시 남구 용현동 | 전라남도 무안군 삼향면      | 전라남도 무안군 삼향면   | 노선 신설 |
| 제15호선   | 제15호선   | 제2경인선     | 제2경인선      | 경기도 안양시 석수동     | 경기도 안양시 석수동   | 인천직할시 남동구 서창동    | 인천직할시 남동구 서창동 | 노선 신설 |

- 1992년 4월 29일: 6개 노선을 신설하고 2개 노선 노선명 변경, 1개 노선 연장, 10개 노선 기·종점 변경[18]

| 노선번호명  | 노선번호명  | 노선명               | 노선명               | 기점                        | 기점                        | 종점                     | 종점                        | 비고         |
| 변경 전     | 변경 후     | 변경 전              | 변경 후              | 변경 전                     | 변경 후                     | 변경 전                  | 변경 후                     | 비고         |
| ----------- | ----------- | -------------------- | -------------------- | --------------------------- | --------------------------- | ------------------------ | --------------------------- | ------------ |
| 제1호선     | 제1호선     | 경부선               | 경부선               | 서울특별시 강남구 압구정동  | 서울특별시 강남구 압구정동  | 부산직할시 동래구 구서동 | 부산직할시 금정구 구서동    | 종점 변경    |
| 제2호선     | 제2호선     | 경인선               | 경인선               | 서울특별시 강서구 신월동    | 서울특별시 양천구 신월동    | 인천직할시 남구 용현동   | 인천직할시 남구 용현동      | 기점 변경    |
| 제3호선     | 제3호선     | 호남선               | 호남선               | 충청남도 대전시 동구 신대동 | 대전직할시 대덕구 신대동    | 전라남도 승주군 서면     | 전라남도 승주군 서면        | 기점 변경    |
| 제4호선     | 제4호선     | 영동선               | 영동선               | 경기도 용인군 기흥면        | 경기도 용인군 기흥읍        | 강원도 강릉시 홍제동     | 강원도 강릉시 홍제동        | 기점 변경    |
| 제5호선     | 제5호선     | 동해선               | 동해선               | 강원도 속초시 교동          | 강원도 속초시 교동          | 강원도 동해시            | 강원도 동해시 부곡동        | 종점 변경    |
| 제6호선     | 제6호선     | 남해선               | 남해선               | 부산직할시 부산진구 덕천동  | 부산직할시 북구 감전동      | 전라남도 승주군 서면     | 전라남도 승주군 서면        | 기점 변경    |
| 제6호의2선  | 제6호의2선  | 남해선의 지선        | 남해제2지선          | 부산직할시 부산진구 덕천동  | 부산직할시 북구 덕천동      | 경상남도 김해군 주촌면   | 경상남도 김해군 주촌면      | 노선명 변경  |
| 제6호의3선  | 제6호의3선  | 남해제3지선          | 남해제3지선          | 전라남도 동광양시 태인동    | 전라남도 동광양시 태인동    | 경상남도 하동군 금성면   | 경상남도 하동군 금성면      | 노선 신설    |
| 제7호선     | 제7호선     | 구마선               | 구마선               | 대구직할시 북구 금호동      | 대구직할시 북구 금호동      | 경상남도 의창군 내서면   | 경상남도 창원군 내서면      | 종점 변경    |
| 제7호의2선  | 제7호의2선  | 구마선의 지선        | 구마선의 지선        | 대구직할시 서구 이현동      | 대구직할시 서구 상리동      | 대구직할시 서구 비산동   | 대구직할시 서구 비산동      | 기점 변경    |
| 제8호선     | 제8호선     | 울산선               | 울산선               | 경상남도 울주군 언양면      | 경상남도 울주군 언양면      | 경상남도 울산시 무거동   | 경상남도 울산시 남구 무거동 | 종점 변경    |
| 제101호선   | 제101호선   | 서울외곽순환선       | 서울외곽순환선       | 경기도 성남시 삼평동        | 경기도 성남시 분당구 삼평동 | 경기도 남양주군 퇴계원면 | 경기도 성남시 분당구 삼평동 | 노선 연장    |
| 제12호선    | 제12호선    | 신갈 ~ 반월선        | 신갈 ~ 안산선        | 경기도 용인군 기흥읍        | 경기도 용인군 기흥읍        | 경기도 안산시 양상동     | 경기도 안산시 양상동        | 노선명 변경  |
| 제13호선    | 제13호선    | 대전남부순환선       | 대전남부순환선       | 충청남도 대전시 중구 원내동 | 대전직할시 유성구 원내동    | 충청남도 대덕군 동면     | 대전직할시 동구 비룡동      | 기·종점 변경 |
| 제16호선    | 제16호선    | 시흥 ~ 안산선        | 시흥 ~ 안산선        | 경기도 광명시 소하1동       | 경기도 광명시 소하1동       | 경기도 안산시 양상동     | 경기도 안산시 양상동        | 노선 신설    |
| 제17호선    | 제17호선    | 대전 ~ 진주선        | 대전 ~ 진주선        | 대전직할시 동구 대별동      | 대전직할시 동구 대별동      | 경상남도 진양군 정촌면   | 경상남도 진양군 정촌면      | 노선 신설    |
| 제18호선    | 제18호선    | 중부내륙선           | 중부내륙선           | 경기도 여주군 가남면        | 경기도 여주군 가남면        | 경상북도 금릉군 아포면   | 경상북도 금릉군 아포면      | 노선 신설    |
| 제19호선    | 제19호선    | 부산 ~ 대구선        | 부산 ~ 대구선        | 부산직할시 강서구 대저1동   | 부산직할시 강서구 대저1동   | 대구직할시 동구 용계동   | 대구직할시 동구 용계동      | 노선 신설    |
| 제19호의2선 | 제19호의2선 | 부산 ~ 대구선의 지선 | 부산 ~ 대구선의 지선 | 경상남도 김해군 대동면      | 경상남도 김해군 대동면      | 경상남도 양산군 양산읍   | 경상남도 양산군 양산읍      | 노선 신설    |

- 1993년 9월 27일: 제20호선 수도권신공항선 신설[19]
- 1994년 9월 1일: 고속도로 요금 지불 방식을 기존 이용 구간 지정 선불 발권 방식에서 출발지 무지정 발권 후 도착지 후불 정산 방식으로 변경
- 1995년 1월 1일: 출발지 무지정 발권 후 도착지 후발 정산 방식 변경 후 일부 부정 이용객 발견되어 구간별 이용 시간 제한 시행 (100km 미만 구간 4시간 이내 출차 100km 이상 구간 24시간 이내 출차)
- 1995년 1월 1일: 지방자치법 개정으로 도농복합시 출범에 따른 행정 구역 명칭 변경[20]
- 1996년 7월 1일: 4개 노선을 신설하고 1개 노선을 연장, 1개 노선을 변경 및 2개 노선 폐지, 16개 노선 변경[21]

| 노선번호명  | 노선번호명  | 노선명               | 노선명               | 기점                       | 기점                                              | 종점                     | 종점                     | 비고         |
| 변경 전     | 변경 후     | 변경 전              | 변경 후              | 변경 전                    | 변경 후                                           | 변경 전                  | 변경 후                  | 비고         |
| ----------- | ----------- | -------------------- | -------------------- | -------------------------- | ------------------------------------------------- | ------------------------ | ------------------------ | ------------ |
| 제1호선     | 제1호선     | 경부선               | 경부선               | 서울특별시 강남구 압구정동 | 서울특별시 강남구 압구정동                        | 부산직할시 금정구 구서동 | 부산광역시 금정구 구서동 | 종점 변경    |
| 제2호선     | 제2호선     | 경인선               | 경인선               | 서울특별시 양천구 신월동   | 서울특별시 양천구 신월동                          | 인천직할시 남구 용현동   | 인천광역시 남구 용현동   | 종점 변경    |
| 제3호선     | 제3호선     | 호남선               | 호남선               | 대전직할시 대덕구 신대동   | 대전광역시 대덕구 신대동                          | 전라남도 순천시 서면     | 전라남도 순천시 서면     | 기점 변경    |
| 제4호선     | 제4호선     | 영동선               | 영동선               | 경기도 용인군 기흥읍       | 경기도 용인시 기흥읍                              | 강원도 강릉시 홍제동     | 강원도 강릉시 성산면     | 기·종점 변경 |
| 제6호선     | 제6호선     | 남해선               | 남해선               | 부산직할시 북구 덕천동     | 부산광역시 북구 덕천동                            | 전라남도 순천시 서면     | 전라남도 순천시 서면     | 기점 변경    |
| 제6호의2선  | 제6호의2선  | 남해제2지선          | 남해제2지선          | 부산직할시 북구 감전동     | 부산광역시 사상구 감전동                          | 경상남도 김해군 주촌면   | 경상남도 김해시 주촌면   | 기·종점 변경 |
| 제6호의3선  | 폐지        | 남해제3지선          | 폐지                 | 전라남도 동광양시 태인동   | 폐지                                              | 경상남도 하동군 금성면   | 폐지                     | 노선 폐지    |
| 제7호선     | 제7호선     | 구마선               | 구마선               | 대구직할시 북구 금호동     | 대구광역시 북구 금호동                            | 경상남도 창원군 내서면   | 경상남도 창원시 내서읍   | 기·종점 변경 |
| 제7호의2선  | 폐지        | 구마선의 지선        | 폐지                 | 대구직할시 서구 상리동     | 폐지                                              | 대구직할시 서구 비산동   | 폐지                     | 노선 폐지    |
| 제9호선     | 제9호선     | 88올림픽선           | 88올림픽선           | 경상북도 달성군 옥포면     | 대구광역시 달성군 옥포면                          | 전라남도 담양군 고서면   | 전라남도 담양군 고서면   | 기점 변경    |
| 제11호선    | 제11호선    | 서해안선             | 서해안선             | 인천직할시 남구 용현동     | 인천광역시 남구 용현동                            | 전라남도 무안군 삼향면   | 전라남도 무안군 삼향면   | 기점 변경    |
| 제12호선    | 제12호선    | 신갈 ~ 안산선        | 신갈 ~ 안산선        | 경기도 용인군 기흥읍       | 경기도 용인시 기흥읍                              | 경기도 안산시 양상동     | 경기도 안산시 양상동     | 기점 변경    |
| 제13호선    | 제13호선    | 대전남부순환선       | 대전남부순환선       | 대전직할시 유성구 원내동   | 대전광역시 유성구 원내동                          | 대전직할시 동구 비룡동   | 대전광역시 동구 비룡동   | 기·종점 변경 |
| 제14호선    | 제14호선    | 중앙선               | 중앙선               | 대구직할시 북구 금호동     | 대구광역시 북구 금호동                            | 강원도 춘천시 석사동     | 강원도 춘천시 석사동     | 기점 변경    |
| 제16호선    | 제16호선    | 시흥 ~ 안산선        | 서울 ~ 안산선        | 경기도 광명시 소하1동      | 경기도 광명시 소하1동 및 서울특별시 금천구 가산동 | 경기도 안산시 양상동     | 경기도 안산시 양상동     | 노선 변경    |
| 제17호선    | 제17호선    | 대전 ~ 진주선        | 대전 ~ 통영선        | 대전직할시 동구 대별동     | 대전광역시 동구 대별동                            | 경상남도 진주시 정촌면   | 경상남도 통영시 용남면   | 노선 연장    |
| 제18호선    | 제18호선    | 중부내륙선           | 중부내륙선           | 경기도 여주군 가남면       | 경기도 여주군 가남면                              | 경상북도 김천시 아포면   | 경상북도 김천시 아포읍   | 종점 변경    |
| 제19호선    | 제19호선    | 부산 ~ 대구선        | 부산 ~ 대구선        | 부산직할시 강서구 대저1동  | 부산광역시 사상구 삼락동                          | 대구직할시 동구 용계동   | 대구광역시 동구 용계동   | 기·종점 변경 |
| 제19호의2선 | 제19호의2선 | 부산 ~ 대구선의 지선 | 부산 ~ 대구선의 지선 | 경상남도 김해군 대동면     | 경상남도 김해시 대동면                            | 경상남도 양산군 양산읍   | 경상남도 양산시 중부동   | 기·종점 변경 |
| 제20호선    | 제20호선    | 수도권신공항선       | 수도권신공항선       | 경기도 고양시 강매동       | 경기도 고양시 강매동                              | 인천직할시 중구 운서동   | 인천광역시 중구 운서동   | 종점 변경    |
| 제21호선    | 제21호선    | 천안 ~ 논산선        | 천안 ~ 논산선        | 충청남도 천안시 목천면     | 충청남도 천안시 목천면                            | 충청남도 논산시 연무읍   | 충청남도 논산시 연무읍   | 노선 신설    |
| 제22호선    | 제22호선    | 대전 ~ 당진선        | 대전 ~ 당진선        | 대전광역시 유성구 신성동   | 대전광역시 유성구 신성동                          | 충청남도 당진군 당진읍   | 충청남도 당진군 당진읍   | 노선 신설    |
| 제23호선    | 제23호선    | 청주 ~ 상주선        | 청주 ~ 상주선        | 충청북도 청원군 남이면     | 충청북도 청원군 남이면                            | 경상북도 상주시 낙동면   | 경상북도 상주시 낙동면   | 노선 신설    |
| 제24호선    | 제24호선    | 구미 ~ 옥포선        | 구미 ~ 옥포선        | 경상북도 김천시 아포읍     | 경상북도 김천시 아포읍                            | 대구광역시 달성군 현풍면 | 대구광역시 달성군 현풍면 | 노선 신설    |

- 1997년 8월 27일: 8개 노선을 신설하고 1개 노선을 연장, 수도권신공항선을 인천국제공항선으로 변경하고 3개 노선을 변경, 구미 ~ 옥포선을 중부내륙선에 통합[22]

| 노선번호명  | 노선번호명  | 노선명               | 노선명               | 기점                   | 기점                        | 종점                        | 종점                          | 비고         |
| 변경 전     | 변경 후     | 변경 전              | 변경 후              | 변경 전                | 변경 후                     | 변경 전                     | 변경 후                       | 비고         |
| ----------- | ----------- | -------------------- | -------------------- | ---------------------- | --------------------------- | --------------------------- | ----------------------------- | ------------ |
| 제3호의2선  | 제3호의2선  | 광주외곽선           | 광주외곽선           | 전라남도 장성군 장성읍 | 전라남도 장성군 장성읍      | 전라남도 담양군 대덕면      | 전라남도 담양군 대덕면        | 노선 신설    |
| 제5호선     | 제5호선     | 동해선               | 동해선               | 강원도 속초시 교동     | 강원도 속초시 교동          | 강원도 동해시 부곡동        | 강원도 동해시 지흥동          | 노선 연장    |
| 제6호의3선  | 제6호의3선  | 마산외곽선           | 마산외곽선           | 경상남도 창원시 동읍   | 경상남도 창원시 동읍        | 경상남도 함안군 산인면      | 경상남도 함안군 산인면        | 노선 신설    |
| 제7호선     | 제7호선     | 구마선               | 구마선               | 대구광역시 북구 금호동 | 대구광역시 북구 금호동      | 경상남도 창원시 내서읍      | 경상남도 마산시 회원구 내서읍 | 종점 변경    |
| 제8호선     | 제8호선     | 울산선               | 울산선               | 경상남도 울산시 언양면 | 울산광역시 울주군 언양면    | 경상남도 울산시 남구 무거동 | 울산광역시 남구 무거동        | 기·종점 변경 |
| 제10호의2선 | 제10호의2선 | 제2중부선            | 제2중부선            | 경기도 하남시 상산곡동 | 경기도 하남시 상산곡동      | 경기도 이천시 마장면        | 경기도 이천시 마장면          | 노선 신설    |
| 제15호선    | 제15호선    | 제2경인선            | 제2경인선            | 경기도 안양시 석수동   | 경기도 안양시 만안구 석수동 | 인천광역시 남동구 서창동    | 인천광역시 남동구 서창동      | 기점 변경    |
| 제18호선    | 제18호선    | 중부내륙선           | 중부내륙선           | 경기도 여주군 가남면   | 경기도 여주군 가남면        | 경상북도 김천시 아포읍      | 대구광역시 달성군 현풍면      | 노선 연장    |
| 제20호선    | 제20호선    | 수도권신공항선       | 인천국제공항선       | 경기도 고양시 강매동   | 경기도 고양시 강매동        | 인천광역시 중구 운서동      | 인천광역시 중구 운서동        | 노선명 변경  |
| 제24호선    | 제24호선    | 구미 ~ 옥포선        | 중부내륙선에 통합    | 경상북도 김천시 아포읍 | 중부내륙선에 통합           | 대구광역시 달성군 현풍면    | 중부내륙선에 통합             | 노선 통합    |
| 제24호선    | 제24호선    | 평택 ~ 음성선        | 평택 ~ 음성선        | 경기도 평택시 청북면   | 경기도 평택시 청북면        | 충청북도 음성군 대소면      | 충청북도 음성군 대소면        | 노선 신설    |
| 제25호선    | 제25호선    | 공주 ~ 서천선        | 공주 ~ 서천선        | 충청남도 공주시 우성면 | 충청남도 공주시 우성면      | 충청남도 서천군 기산면      | 충청남도 서천군 기산면        | 노선 신설    |
| 제26호선    | 제26호선    | 익산 ~ 장수선        | 익산 ~ 장수선        | 전라북도 익산시 왕궁면 | 전라북도 익산시 왕궁면      | 전라북도 장수군 장계면      | 전라북도 장수군 장계면        | 노선 신설    |
| 제27호선    | 제27호선    | 김천 ~ 포항선        | 김천 ~ 포항선        | 경상북도 김천시 아포읍 | 경상북도 김천시 아포읍      | 경상북도 포항시 남구 연일읍 | 경상북도 포항시 남구 연일읍   | 노선 신설    |
| 제27호의2선 | 제27호의2선 | 김천 ~ 포항선의 지선 | 김천 ~ 포항선의 지선 | 대구광역시 동구 도동   | 대구광역시 동구 도동        | 경상북도 영천시 화산면      | 경상북도 영천시 화산면        | 노선 신설    |

- 1999년 8월 31일: 제28호선 부산 ~ 울산선 신설[24]
- 2001년 8월 25일: 고속도로 노선번호 부여 방식을 지정순서에서 간선축은 2자리 숫자, 보조축은 3자리 숫자로 표기하고 순환선은 해당 특별시·광역시 우편번호에 맞춰 X00번대로 표기하여 동일 연장상에 있으나 분할되어 있는 고속도로 노선은 통합. 단, 경부선은 그 상징성을 감안하여 1번으로 유지.[25]
- 2002년 12월 5일: 3개 노선을 신설하고 4개 노선을 연장, 1개 노선 노선명 변경 및 경부선 노선 단축[26]

| 노선번호명 | 노선번호명 | 노선명             | 노선명             | 기점                        | 기점                        | 종점                        | 종점                        | 비고                     |
| 변경 전    | 변경 후    | 변경 전            | 변경 후            | 변경 전                     | 변경 후                     | 변경 전                     | 변경 후                     | 비고                     |
| ---------- | ---------- | ------------------ | ------------------ | --------------------------- | --------------------------- | --------------------------- | --------------------------- | ------------------------ |
| 제1호      | 제1호      | 경부선             | 경부선             | 부산광역시 금정구 구서동    | 부산광역시 금정구 구서동    | 서울특별시 강남구 압구정동  | 서울특별시 서초구 양재동    | 노선 단축                |
| 제10호     | 제10호     | 남해선             | 남해선             | 전라남도 순천시 서면        | 전라남도 영암군 학산면      | 부산광역시 북구 덕천동      | 부산광역시 북구 덕천동      | 노선 연장                |
| 제12호     | 제12호     | 88올림픽선         | 88올림픽선         | 전라남도 담양군 고서면      | 전라남도 무안군 망운면      | 대구광역시 달성군 옥포면    | 대구광역시 달성군 옥포면    | 노선 연장                |
| 제27호     | 제27호     | 순천~완주선        | 순천~완주선        | 전라남도 순천시 해룡면      | 전라남도 순천시 해룡면      | 전라북도 완주군 용진면      | 전라북도 완주군 용진면      | 노선 신설                |
| 제35호     | 제35호     | 대전 ~ 통영선      | 통영~대전선        | 경상남도 통영시 용남면      | 경상남도 통영시 용남면      | 대전광역시 대덕구           | 대전광역시 대덕구           | 노선명 변경              |
| 제40호     | 제40호     | 평택 ~ 음성선      | 평택~충주선        | 경기도 평택시 청북면        | 경기도 평택시 청북면        | 충청북도 음성군 대소면      | 충청북도 충주시 엄정면      | 노선명 변경 및 노선 연장 |
| 제55호     | 제55호     | 중앙선             | 중앙선             | 부산광역시 사상구 삼락동    | 부산광역시 사상구 삼락동    | 강원도 춘천시 동내면        | 강원도 춘천시 신북읍        | 종점 변경                |
| 제60호     | 제60호     | 서울~양양선        | 서울~양양선        | 서울특별시 강동구 고덕동    | 서울특별시 강동구 고덕동    | 강원도 양양군 서면          | 강원도 양양군 서면          | 노선 신설                |
| 제202호    | 제202호    | 익산~포항선의 지선 | 익산~포항선의 지선 | 경상북도 포항시 북구 기계면 | 경상북도 포항시 북구 기계면 | 경상북도 포항시 북구 흥해읍 | 경상북도 포항시 북구 흥해읍 | 노선 신설                |

- 2004년 11월 3일: 3개 노선을 신설하고 동해선 경유지에 경상북도 경주시, 포항시 구간 추가[27]

| 노선번호명 | 노선명          | 기점                 | 종점                 |
| ---------- | --------------- | -------------------- | -------------------- |
| 제141호    | 용인~서울선     | 경기도 용인시 기흥읍 | 서울특별시 강남구    |
| 제400호    | 수도권제2순환선 | 경기도 화성시 봉담읍 | 경기도 화성시 동탄면 |
| 제411호    | 평택~화성선     | 경기도 평택시 오성면 | 경기도 화성시 태안읍 |

- 2008년 1월 3일: 6개 노선을 신설하고 4개 노선 노선번호 변경, 8개의 노선 변경[28]

| 노선번호명 | 노선번호명 | 노선명                     | 노선명                     | 기점                       | 기점                       | 종점                     | 종점                     | 비고                       |
| 변경 전    | 변경 후    | 변경 전                    | 변경 후                    | 변경 전                    | 변경 후                    | 변경 전                  | 변경 후                  | 비고                       |
| ---------- | ---------- | -------------------------- | -------------------------- | -------------------------- | -------------------------- | ------------------------ | ------------------------ | -------------------------- |
| 제10호     | 제10호     | 남해선                     | 남해선(영암~순천)          | 전라남도 영암군 학산면     | 전라남도 영암군 학산면     | 부산광역시 북구 덕천동   | 전라남도 순천시 해룡면   | 노선 분할                  |
| 제10호     | 제10호     | 남해선                     | 남해선(순천~부산)          | 전라남도 영암군 학산면     | 전라남도 순천시 서면       | 부산광역시 북구 덕천동   | 부산광역시 북구 덕천동   | 노선 분할                  |
| 제12호     | 제12호     | 88올림픽선                 | 무안~광주선                | 전라남도 무안군 망운면     | 전라남도 무안군 망운면     | 대구광역시 달성군 옥포면 | 광주광역시 광산구        | 노선 분할                  |
| 제12호     | 제12호     | 88올림픽선                 | 88올림픽선                 | 전라남도 무안군 망운면     | 전라남도 담양군 고서면     | 대구광역시 달성군 옥포면 | 대구광역시 달성군 옥포면 | 노선 분할                  |
| 제14호     | 제253호    | 고창~담양선                | 고창~담양선                | 전라북도 고창군 고수면     | 전라북도 고창군 고수면     | 전라남도 담양군 대덕면   | 전라남도 담양군 대덕면   | 노선번호 변경              |
| 제17호     | 제17호     | 수원~광명선                | 수원~광명선                | 경기도 수원시              | 경기도 수원시              | 경기도 광명시            | 경기도 광명시            | 노선 신설                  |
| 제22호     | 폐지       | 김천~영천선                | 폐지                       | 경상북도 김천시 아포읍     | 폐지                       | 경상북도 영천시 화산면   | 폐지                     | 노선 폐지                  |
| 제40호     | 제40호     | 평택~충주선                | 평택~제천선                | 경기도 평택시 청북면       | 경기도 평택시 청북면       | 충청북도 충주시 엄정면   | 충청북도 제천시 금성면   | 노선 연장                  |
| 제52호     | 제52호     | 광주~원주선                | 광주~원주선                | 경기도 광주시              | 경기도 광주시              | 강원도 원주시            | 강원도 원주시            | 노선 신설                  |
| 제65호     | 제65호     | 동해선                     | 동해선(부산~포항)          | 부산광역시 해운대구 송정동 | 부산광역시 해운대구 송정동 | 강원도 속초시            | 경상북도 포항시 오천읍   | 노선 분할                  |
| 제65호     | 제65호     | 동해선                     | 동해선(삼척~양양)          | 부산광역시 해운대구 송정동 | 강원도 삼척시              | 강원도 속초시            | 강원도 속초시            | 노선 분할                  |
| 제110호    | 제110호    | 제2경인선                  | 제2경인선                  | 인천광역시 중구            | 인천광역시 중구            | 경기도 안양시 석수동     | 경기도 성남시            | 노선 연장                  |
| 제17호     | 제151호    | 서천~공주선                | 서천~공주선                | 충청남도 서천군 기산면     | 충청남도 서천군 기산면     | 충청남도 공주시 우성면   | 충청남도 공주시 우성면   | 노선번호 변경              |
| 제141호    | 제171호    | 용인~서울선                | 용인~서울선                | 경기도 용인시 기흥읍       | 경기도 용인시 기흥읍       | 서울특별시 강남구        | 서울특별시 강남구        | 노선번호 변경              |
| 제153호    | 제153호    | 평택~시흥선                | 평택~시흥선                | 경기도 평택시 청북면       | 경기도 평택시 청북면       | 경기도 시흥시            | 경기도 시흥시            | 노선 신설                  |
| 제301호    | 제301호    | 영천~상주선                | 영천~상주선                | 경상북도 상주시 낙동면     | 경상북도 상주시 낙동면     | 경상북도 영천시 북안면   | 경상북도 영천시 북안면   | 노선 신설                  |
| 제400호    | 제400호    | 수도권제2순환선            | 수도권제2순환선(봉담~동탄) | 경기도 화성시 봉담읍       | 경기도 화성시 봉담읍       | 경기도 화성시 동탄면     | 경기도 화성시 동탄면     | 노선명 변경                |
| 제400호    | 제400호    | 수도권제2순환선(인천~김포) | 수도권제2순환선(인천~김포) | 인천광역시 중구            | 인천광역시 중구            | 경기도 김포시            | 경기도 김포시            | 노선 신설                  |
| 제411호    | 제17호     | 평택~화성선                | 평택~화성선                | 경기도 평택시 오성면       | 경기도 평택시 오성면       | 경기도 화성시 태안읍     | 경기도 화성시 봉담읍     | 노선번호 변경 및 노선 분할 |
| 제411호    | 제171호    | 평택~화성선                | 오산~화성선                | 경기도 평택시 오성면       | 경기도 오산시              | 경기도 화성시 태안읍     | 경기도 화성시 태안읍     | 노선번호 변경 및 노선 분할 |
| 제451호    | 제451호    | 구마선                     | 중부내륙고속도로지선       | 대구광역시 달성군 현풍면   | 대구광역시 달성군 현풍면   | 대구광역시 북구 금호동   | 대구광역시 북구 금호동   | 노선명 변경                |
| 제551호    | 제551호    | 중앙선의 지선              | 중앙선의 지선              | 경상남도 김해시 대동면     | 경상남도 김해시            | 경상남도 양산시 중부동   | 경상남도 양산시 중부동   | 기점 변경                  |

- 2008년 11월 17일: 2개 노선을 신설하고 마산외곽선을 남해고속도로제1지선으로 변경, 2개의 노선 변경[29]

| 노선번호명 | 노선번호명 | 노선명                          | 노선명                          | 기점                   | 기점                   | 종점                   | 종점                   | 비고        |
| 변경 전    | 변경 후    | 변경 전                         | 변경 후                         | 변경 전                | 변경 후                | 변경 전                | 변경 후                | 비고        |
| ---------- | ---------- | ------------------------------- | ------------------------------- | ---------------------- | ---------------------- | ---------------------- | ---------------------- | ----------- |
| 제17호     | 제17호     | 수원~광명선                     | 수원~문산선                     | 경기도 수원시          | 경기도 화성시 봉담읍   | 경기도 광명시          | 경기도 파주시 문산읍   | 노선 연장   |
| 제19호     | 제19호     | 구리~포천선                     | 구리~포천선                     | 경기도 구리시          | 경기도 구리시          | 경기도 포천시 신북면   | 경기도 포천시 신북면   | 노선 신설   |
| 제45호     | 제45호     | 중부내륙선                      | 중부내륙선                      | 경상남도 마산시 내서읍 | 경상남도 마산시 내서읍 | 경기도 양평군 옥천면   | 경기도 남양주시 화도읍 | 종점 변경   |
| 제102호    | 제102호    | 마산외곽선                      | 남해제1지선                     | 경상남도 함안군 산인면 | 경상남도 함안군 산인면 | 경상남도 창원시 동읍   | 경상남도 창원시 동읍   | 노선명 변경 |
| 제105호    | 제105호    | 남해제3지선(부산항신항고속도로) | 남해제3지선(부산항신항고속도로) | 경상남도 진해시        | 경상남도 진해시        | 경상남도 김해시 진례면 | 경상남도 김해시 진례면 | 노선 신설   |

- 2009년 12월 21일: 제30호선 당진~상주선 종점을 '경상북도 상주시 낙동면'에서 '경상북도 영덕군 영덕읍'으로 연장하고 노선명을 당진~영덕선으로 변경[30]
- 2010년 12월 20일: 경상남도 김해시 진영읍 ~ 부산광역시 기장군 일광면 구간으로 하는 제600호 부산외곽순환선 신설[31]
- 2012년 12월 27일: 경상남도 함양군 지곡면 ~ 울산광역시 울주군 청량면 구간으로 하는 제14호 함양~울산선 신설, 통합 창원시 출범으로 기점, 종점 및 주요 경유지 조정[32]
- 2013년 11월 5일: 4개 노선을 신설[33]

| 노선번호명 | 노선명                     | 기점                   | 종점                   |
| ---------- | -------------------------- | ---------------------- | ---------------------- |
| 제32호     | 아산~청원선                | 충청남도 아산시 염치읍 | 충청북도 청원군 오창읍 |
| 제400호    | 수도권제2순환선(포천~양평) | 경기도 포천시 소흘읍   | 경기도 양평군 옥천면   |
| 제500호    | 광주외곽순환선             | 광주광역시 광산구      | 전라남도 장성군 진원면 |
| 제700호    | 대구외곽순환선             | 대구광역시 달서구      | 대구광역시 동구        |

- 2014년 7월 15일: 도로법 전면개정으로 고속국도 노선 지정령 폐지[34]
- 2015년 3월 27일: 국토교통부고시로 고속국도 노선 지정[35]
- 2015년 12월 22일: 제12호선 88올림픽선 기점을 '전라남도 담양군 고서면 보촌리'에서 '광주광역시 북구 문흥동'으로 연장하고 노선명을 광주~대구선로 변경[36]
- 2016년 10월 19일: 제19호선 구리~포천선 기점을 '경기도 구리시 토평동'에서 '경기도 안성시 금광면 장죽리'로 연장하고 제29호선 세종~포천선로 변경, 2개 노선을 연장[37]

- 고속국도 제19호선 구리 ~ 포천선 → 제29호선 세종~포천선, 안성시 금광면 장죽리 ~ 구리시 토평동 구간을 신설
- 고속국도 제65호선 동해선(부산 ~ 포항) 종점을 '경상북도 포항시 남구 오천읍 문덕리'에서 '경상북도 영덕군 강구면 상직리'로 연장해 '동해선(부산 ~ 영덕)'으로 변경
- 고속국도 제400호선 수도권제2순환선(봉담 ~ 동탄) 기점을 '경기도 화성시 봉담읍 수영리'에서 '경기도 화성시 마도면 쌍송리'로, 종점을 '경기도 화성시 동탄면 방교리'에서 '경기도 광주시 도척면 진우리'로 연장해 '수도권제2순환선(화성 ~ 광주)'으로 변경

- 2017년 7월 11일: 전라남도 강진군 작천면 현산리 ~ 광주광역시 서구 벽진동 구간을 고속국도 제255호선 강진~광주선으로, 경기도 파주시 파주읍 부곡리 ~ 경기도 양주시 회암동 구간을 고속국도 제400호선 수도권제2순환선(파주 ~ 양주)으로 지정[38]
- 2017년 12월 1일: 경인선의 기점을 '인천광역시 남구 용현동'에서 '인천광역시 서구 가정동'으로 단축[39]
- 2018년 1월 12일: 3개 노선 신설 및 2개 노선 통합[40]

| 노선번호명 | 노선명                     | 노선명                     | 기점                          | 기점                          | 종점                        | 종점                        | 비고      |
| 노선번호명 | 변경 전                    | 변경 후                    | 변경 전                       | 변경 후                       | 변경 전                     | 변경 후                     | 비고      |
| ---------- | -------------------------- | -------------------------- | ----------------------------- | ----------------------------- | --------------------------- | --------------------------- | --------- |
| 제17호     | 평택~화성선                | 평택~파주선                | 경기도 평택시 오성면 안화리   | 경기도 평택시 오성면 안화리   | 경기도 화성시 봉담읍 수영리 | 경기도 파주시 문산읍 내포리 | 노선 통합 |
| 제17호     | 수원~문산선                | 평택~파주선                | 경기도 화성시 봉담읍 수영리   | 경기도 평택시 오성면 안화리   | 경기도 파주시 문산읍 내포리 | 경기도 파주시 문산읍 내포리 | 노선 통합 |
| 제17호     | 익산~평택선                | 익산~평택선                | 전라북도 익산시 왕궁면 구덕리 | 전라북도 익산시 왕궁면 구덕리 | 경기도 평택시 안중읍 삼정리 | 경기도 평택시 안중읍 삼정리 | 노선 신설 |
| 제173호    | 익산~평택선의 지선         | 익산~평택선의 지선         | 경기도 평택시 현덕면 권관리   | 경기도 평택시 현덕면 권관리   | 경기도 평택시 포승읍 희곡리 | 경기도 평택시 포승읍 희곡리 | 노선 신설 |
| 제400호    | 수도권제2순환선(김포~파주) | 수도권제2순환선(김포~파주) | 경기도 김포시 양촌읍 흥신리   | 경기도 김포시 양촌읍 흥신리   | 경기도 파주시 파주읍 부곡리 | 경기도 파주시 파주읍 부곡리 | 노선 신설 |

- 2018년 10월 1일: 익산~포항선을 새만금~포항선으로, 익산~포항선의 지선을 새만금~포항선의 지선으로 명칭을 변경하고 1개 노선 신설 및 1개 노선 분할[41]

| 노선번호 | 노선번호 | 노선명                     | 노선명                          | 기점                               | 기점                               | 종점                               | 종점                               | 비고                     |
| 노선번호 | 노선번호 | 변경 전                    | 변경 후                         | 변경 전                            | 변경 후                            | 변경 전                            | 변경 후                            | 비고                     |
| -------- | -------- | -------------------------- | ------------------------------- | ---------------------------------- | ---------------------------------- | ---------------------------------- | ---------------------------------- | ------------------------ |
| 제20호   | 제20호   | 새만금~포항선(새만금~전주) | 새만금~포항선(새만금~전주)      | 전라북도 김제시 진봉면 심포리      | 전라북도 김제시 진봉면 심포리      | 전라북도 완주군 상관면 의암리      | 전라북도 완주군 상관면 의암리      | 노선 신설                |
| 제20호   | 제204호  | 익산~포항선(익산~장수)     | 새만금~포항선의 지선(익산~완주) | 전라북도 익산시 왕궁면 구덕리      | 전라북도 익산시 왕궁면 구덕리      | 전라북도 장수군 장계면 월강리      | 전라북도 완주군 상관면 의암리      | 노선 분할                |
| 제20호   | 제20호   | 익산~포항선(익산~장수)     | 새만금~포항선(완주~장수)        | 전라북도 익산시 왕궁면 구덕리      | 전라북도 완주군 상관면 의암리      | 전라북도 장수군 장계면 월강리      | 전라북도 장수군 장계면 월강리      | 노선 분할 및 노선명 변경 |
| 제20호   | 제20호   | 익산~포항선(대구~포항)     | 새만금~포항선(대구~포항)        | 대구광역시 동구 도동               | 대구광역시 동구 도동               | 경상북도 포항시 북구 흥해읍 대련리 | 경상북도 포항시 북구 흥해읍 대련리 | 노선명 변경              |
| 제202호  | 제202호  | 익산~포항선의 지선         | 새만금~포항선의 지선            | 경상북도 포항시 북구 기계면 현내리 | 경상북도 포항시 북구 기계면 현내리 | 경상북도 포항시 북구 흥해읍 용한리 | 경상북도 포항시 북구 흥해읍 용한리 | 노선명 변경              |

- 2019년 5월 8일: 경기도 안산시 단원구 성곡동 ~ 시흥시 정왕동 구간을 고속국도 제400호선 '수도권제2순환선(시화MTV구간)'으로 지정, 제400호선 수도권제2순환선(화성 ~ 광주) 종점을 '경기도 광주시 도척면 진우리'에서 '경기도 여주시 산북면 용담리'로 연장해 '수도권제2순환선(화성 ~ 여주)'으로 변경[42]
- 2019년 10월 11일: 세종특별자치시 장군면 하봉리 ~ 경기도 안성시 금강면 장죽리 구간을 고속국도 제29호선 '세종~포천선(세종 ~ 안성)'으로 지정, 세종특별자치시 전동면 보덕리 ~ 충청북도 청주시 흥덕구 오송읍 공북리 구간을 고속국도 제292호선 '세종~포천선의 오송지선'으로 지정[43]
- 2020년 9월 1일: 서울외곽순환선을 수도권제1순환선으로 명칭 변경[44]
- 2020년 11월 13일: 제32호선 아산~청주선 기점을 '충청남도 아산시 염치읍 염성리'에서 '충청남도 아산시 인주면 냉정리'로 연장[45]
- 2021년 9월 7일: 세종~포천선의 지선(경기도 포천시 소흘읍 ~ 양주시 회암동) 구간을 수도권제2순환선 양주 ~ 포천 구간으로 편입, 평택시흥고속도로의 경기도 화성시 마도면 쌍송리 ~ 안산시 단원구 성곡동 구간을 수도권제2순환선 화성 ~ 안산 구간으로 중복 지정[46]
- 2022년 2월 7일: 제30호선 기점을 '충청남도 당진시 사기소동'에서 '충청남도 서산시 대산읍'으로 연장하고 노선명을 서산~영덕선으로 변경[47]
- 2023년 2월 10일: 제25호선 호남선과 논산~천안선을 호남선으로 통합하고 논산~천안선을 고시상에서 삭제, 제32호선 아산~청주선의 기점을 충청남도 아산시 인주면에서 당진시 송악읍으로 연장하고 당진~청주선으로 명칭 변경, 제301호선 상주~영천선의 기종점을 서로 바꾸어 영천~상주선으로 명칭 변경[48]
- 2023년 9월 20일: 제32호선 당진청주선 아산 나들목~천안 분기점 구간 개통
- 2024년 2월 7일: 제400호선 수도권제2순환선 조안 나들목~소흘 분기점 구간 개통
- 2024년 12월 10일: 제17호선 익산~평택선 부여구룡 나들목~현덕 분기점 구간 개통

## 노선 기호
|                                                 |
| 1983년부터 1997년까지 사용된 고속국도 노선 기호 |

| 1 15 151                                                    |
| 2001년 대개편 이후부터 현재까지 사용중인 고속국도 노선 기호 |

## 노선 번호 부여 체계
현재 대한민국의 고속국도 노선 번호는 2015년 9월 8일 제정된 국토교통부 예규 제114호에 의해 관리되고 있는데 그 내용은 다음과 같다. 경부선을 제외한 모든 노선은 번호가 두자리수 또는 세자리수이다.
- 남북방향은 홀수번호, 동서방향은 짝수번호를 부여하되, 남북방향은 서쪽부터 동쪽으로 오름차순으로, 동서방향은 남쪽에서 북쪽으로 오름차순으로 노선 번호를 부여한다.
- 간선노선축은 두 자리 숫자를 부여하되, 남북방향은 끝자리를 5번, 동서방향은 끝자리를 0번으로 한다.
- 보조노선축은 두 자리 숫자를 부여하되, 남북방향은 끝자리에 1, 3, 7, 9번을, 동서방향은 끝자리에 2, 4, 6, 8번을 부여한다.
- 간선노선축 또는 보조노선축과 연결되는 지선은 세 자리 숫자를 부여하되, 두 자리까지는 관련이 되는 간선노선축 또는 보조노선축의 번호를 부여하고, 끝자리는 남북방향은 1, 3, 5, 7번을, 동서방향은 2, 4, 6, 8번을 부여한다.
- 순환노선축은 세 자리 숫자를 부여하되 해당 지역별로 다음과 같이 첫째자리를 부여하고 뒤에 00번을 부여한다.
  - 서울 : 1
  - 대전 : 3
  - 경기도(수도권) : 4
  - 광주 : 5
  - 부산 : 6
  - 대구 : 7
- 순환노선축과 연결되는 지선은 세 자리 숫자를 부여하되, 첫째자리는 관련이 있는 순환축 번호를, 둘째자리는 시계방향으로 1번부터 순서대로 부여하고, 끝자리는 0번을 부여한다.

### 2001년 이전 노선 체계
대한민국에 처음으로 고속도로 노선을 지정할 때는 도로법에 고속도로에 대한 규정이 없었기 때문에 일반국도의 전신이 되는 1급국도와 2급국도로 지정했다. 그러다 1970년 8월 10일 도로법이 개정되면서 1급국도와 2급국도를 통합해 일반국도로 규정하고, 고속국도를 일반국도의 상위도로로 규정하면서 이에 대한 노선 지정에 대한 내용을 담은 대통령령인 고속국도노선지정령이 1971년 8월 31일에 제정되었다. 이 때부터 본격적으로 고속도로에 일반국도와 다른 독자적인 번호를 부여하게 되었는데, 당시 고속도로 노선 번호 순서는 건설순위(노선지정 순서)를 기준으로 하여 부여되었다. 이와 같은 부여 방식은 2001년 고속국도노선지정령을 전부개정될 때까지 시행되었다.
아래는 2001년까지 부여된 고속국도 노선 번호 및 노선 목록이다. 2001년 이전에 이루어진 노선 변경 및 신설 사항은 연혁 문단을 참고하도록 한다.
| 노선번호 | 노선명                  | 기점                                              | 종점                          | 최초 지정일      | 비고                                                         |
| -------- | ----------------------- | ------------------------------------------------- | ----------------------------- | ---------------- | ------------------------------------------------------------ |
| 1        | 경부고속도로            | 서울특별시 강남구 압구정동                        | 부산광역시 금정구 구서동      | 1969년 4월 8일   |                                                              |
| 2        | 경인고속도로            | 서울특별시 양천구 신월동                          | 인천광역시 남구 용현동        | 1967년 9월 2일   |                                                              |
| 3        | 호남고속도로            | 대전광역시 대덕구 신대동                          | 전라남도 순천시 서면          | 1970년 4월 21일  | 지금의 호남고속도로지선 구간 포함                            |
| 3의2     | 광주외곽고속도로        | 전라남도 장성군 장성읍                            | 전라남도 담양군 대덕면        | 1997년 8월 27일  | 지금의 고창담양고속도로의 일부                               |
| 4        | 영동고속도로            | 경기도 용인시 기흥읍                              | 강원특별자치도 강릉시 성산면  | 1971년 8월 31일  |                                                              |
| 5        | 동해고속도로            | 강원특별자치도 속초시 교동                        | 강원특별자치도 동해시 지흥동  | 1973년 8월 23일  |                                                              |
| 6        | 남해고속도로            | 부산광역시 북구 덕천동                            | 전라남도 순천시 서면          | 1971년 12월 8일  | 지금의 남해고속도로제1지선 구간 포함                         |
| 6의2     | 남해고속도로제2지선     | 부산광역시 사상구 감전동                          | 경상남도 김해시 주촌면        | 1978년 6월 22일  |                                                              |
| 6의3     | 마산외곽고속도로        | 경상남도 창원시 동읍                              | 경상남도 함안군 산인면        | 1997년 8월 27일  | 지금의 남해고속도로와 남해고속도로제1지선의 일부             |
| 7        | 구마고속도로            | 대구광역시 북구 금호동                            | 경상남도 마산시 회원구 내서읍 | 1976년 3월 19일  | 지금의 중부내륙고속도로와 중부내륙고속도로지선의 일부        |
| 8        | 울산고속도로            | 울산광역시 울주군 언양면                          | 울산광역시 남구 무거동        | 1978년 6월 22일  |                                                              |
| 9        | 88올림픽고속도로        | 대구광역시 달성군 옥포면                          | 전라남도 담양군 고서면        | 1978년 6월 22일  | 지금의 광주대구고속도로                                      |
| 10       | 중부고속도로            | 경기도 하남시 덕풍동                              | 충청북도 청원군 남이면        | 1985년 5월 29일  |                                                              |
| 10의2    | 제2중부고속도로         | 경기도 하남시 상산곡동                            | 경기도 이천시 마장면          | 1997년 8월 27일  |                                                              |
| 101      | 서울외곽순환고속도로    | 경기도 성남시 분당구 삼평동                       | 경기도 성남시 분당구 삼평동   | 1988년 1월 14일  | 지금의 수도권제1순환고속도로                                 |
| 11       | 서해안고속도로          | 인천광역시 남구 용현동                            | 전라남도 무안군 삼향면        | 1991년 7월 25일  | 지금의 제2경인고속도로와 영동고속도로, 서해안고속도로의 일부 |
| 12       | 신갈 ~ 안산고속도로     | 경기도 용인시 기흥읍                              | 경기도 안산시 양상동          | 1988년 1월 14일  | 지금의 영동고속도로의 일부                                   |
| 13       | 대전남부순환고속도로    | 대전광역시 유성구 원내동                          | 대전광역시 동구 비룡동        | 1988년 1월 14일  |                                                              |
| 14       | 중앙고속도로            | 대구광역시 북구 금호동                            | 강원특별자치도 춘천시 석사동  | 1989년 10월 20일 |                                                              |
| 15       | 제2경인고속도로         | 경기도 안양시 만안구 석수동                       | 인천광역시 남동구 서창동      | 1991년 7월 25일  |                                                              |
| 16       | 서울 ~ 안산고속도로     | 경기도 광명시 소하1동 및 서울특별시 금천구 가산동 | 경기도 안산시 양상동          | 1992년 4월 29일  | 지금의 서해안고속도로의 일부                                 |
| 17       | 대전 ~ 통영고속도로     | 대전광역시 동구 대별동                            | 경상남도 통영시 용남면        | 1992년 4월 29일  | 지금의 통영대전고속도로                                      |
| 18       | 중부내륙고속도로        | 경기도 여주군 가남면                              | 대구광역시 달성군 현풍면      | 1992년 4월 29일  |                                                              |
| 19       | 부산 ~ 대구고속도로     | 부산광역시 사상구 삼락동                          | 대구광역시 동구 용계동        | 1992년 4월 29일  | 지금의 중앙고속도로의 일부                                   |
| 19의2    | 부산 ~ 대구고속도로지선 | 경상남도 김해시 대동면                            | 경상남도 양산시 중부동        | 1992년 4월 29일  | 지금의 중앙고속도로지선                                      |
| 20       | 인천국제공항고속도로    | 경기도 고양시 강매동                              | 인천광역시 중구 운서동        | 1993년 9월 27일  |                                                              |
| 21       | 천안 ~ 논산고속도로     | 충청남도 천안시 목천면                            | 충청남도 논산시 연무읍        | 1996년 7월 1일   | 지금의 논산천안고속도로                                      |
| 22       | 대전 ~ 당진고속도로     | 대전광역시 유성구 신성동                          | 충청남도 당진군 당진읍        | 1996년 7월 1일   | 지금의 서산영덕고속도로의 일부                               |
| 23       | 청주 ~ 상주고속도로     | 충청북도 청원군 남이면                            | 경상북도 상주시 낙동면        | 1996년 7월 1일   | 지금의 서산영덕고속도로의 일부                               |
| 24       | 평택 ~ 음성고속도로     | 경기도 평택시 청북면                              | 충청북도 음성군 대소면        | 1997년 8월 27일  | 지금의 평택제천고속도로의 일부                               |
| 25       | 공주 ~ 서천고속도로     | 충청남도 공주시 우성면                            | 충청남도 서천군 기산면        | 1997년 8월 27일  | 지금의 서천공주고속도로                                      |
| 26       | 익산 ~ 장수고속도로     | 전북특별자치도 익산시 왕궁면                      | 전북특별자치도 장수군 장계면  | 1997년 8월 27일  | 지금의 새만금포항고속도로지선 (익산~완주)의 일부             |
| 27       | 김천 ~ 포항고속도로     | 경상북도 김천시 아포읍                            | 경상북도 포항시 남구 연일읍   | 1997년 8월 27일  |                                                              |
| 27의2    | 김천 ~ 포항고속도로지선 | 대구광역시 동구 도동                              | 경상북도 영천시 화산면        | 1997년 8월 27일  |                                                              |
| 28       | 부산 ~ 울산고속도로     | 부산광역시 해운대구 송정동                        | 울산광역시 울주군 범서면      | 1999년 8월 31일  | 지금의 동해고속도로의 일부                                   |

### 2001년 고속도로 노선번호 체계 개편
2001년 고속국도 노선 지정령이 전부 개정되면서 이전까지 노선지정 순서 기준으로 번호를 매겼던 방식을 버리고 완전히 새로운 방식의 노선번호를 부여하게 되었다. 2001년 기준으로 대한민국의 고속도로는 총 21개 노선, 총 연장 2,131km 에 이르고 있는데, 미래에 약 6,000km까지 고속도로망을 확충하게 되면 지금까지의 방식으로는 고속도로 노선을 이해하는 데 혼란이 발생할 수 있다는 판단에 따라 장기적인 관점에서 체계적으로 노선을 부여하는데 그 의의가 있었다.
2001년 5월 24일 전부개정된 고속국도 노선 지정령부터 사용되기 시작한 새로운 고속도로 노선번호 부여 방식은 다음과 같다.
- 고속도로 연장이 긴 간선축(幹線軸) 고속도로는 2자리 숫자로 구성된 번호를 부여하되, 남북방향 노선은 끝자리를 5번으로 하여 서쪽에서 동쪽 방향으로 15번부터 65번까지, 동서방향 노선은 끝자리를 0번으로 하여 남쪽에서 북쪽 방향으로 10번부터 50번까지로 한다.
- 연장이 중간 정도인 보조축(補助軸) 고속도로는 2자리 숫자로 구성된 번호를 부여하되, 남북방향 노선은 끝자리를 홀수(1, 3, 7, 9)로 하고, 동서방향 노선은 끝자리를 짝수(2, 4, 6, 8)로 하여 부여한다.
- 연장이 짧은 지선(支線)은 간선축 또는 보조축 고속도로에 맞춰 3자리 숫자로 부여한다.
- 서울과 대전을 각각 순환하는 고속도로는 해당 특별시·광역시의 우편번호에 맞추어 100번과 300번의 번호를 부여한다.
- 위와 같은 부여방식과 별개로 경부고속도로는 그 상징성을 감안하여 기존 노선번호였던 1번으로 유지한다.

이와 같은 부여 방식으로 서해안고속도로 인천 ~ 안산 구간, 신갈 ~ 안산 고속도로, 영동고속도로 등 동일 연장 상에 위치한 고속도로 노선이 통합되었다. 이 부여 방식으로 새롭게 부여되거나 노선 변경 및 통합된 고속도로 노선 목록은 다음과 같다. 순서는 2001년 변경된 노선 번호 순으로 맞추었다.
| 변경 전  | 변경 전                 | 변경 전                              | 변경 후  | 변경 후              | 변경 후                     | 변경 후                                           | 비고                                                                                      |
| 노선번호 | 노선명                  | 구간                                 | 노선번호 | 노선명               | 기점                        | 종점                                              | 비고                                                                                      |
| -------- | ----------------------- | ------------------------------------ | -------- | -------------------- | --------------------------- | ------------------------------------------------- | ----------------------------------------------------------------------------------------- |
| 1        | 경부고속도로            | 한남대교 남단 ~ 구서동 종점          | 1        | 경부고속도로         | 부산광역시 금정구 구서동    | 서울특별시 강남구 압구정동                        |                                                                                           |
| 6        | 남해고속도로            | 덕천동 종점 ~ 순천 나들목            | 10       | 남해고속도로         | 부산광역시 북구 덕천동      | 전라남도 순천시 서면                              | 지금의 남해고속도로제1지선 구간 포함                                                      |
| 9        | 88올림픽고속도로        | 옥포 분기점 ~ 고서 분기점            | 12       | 88올림픽고속도로     | 전라남도 담양군 고서면      | 대구광역시 달성군 옥포면                          | 지금의 광주대구고속도로                                                                   |
| 3의2     | 광주외곽고속도로        | 장성 분기점 ~ 대덕 분기점            | 14       | 고창담양고속도로     | 전라북도 고창군 고수면      | 전라남도 담양군 대덕면                            | 노선 연장 및 노선명 변경                                                                  |
| 11       | 서해안고속도로          | 목포 나들목 ~ 안산 분기점            | 15       | 서해안고속도로       | 전라남도 무안군 삼향면      | 경기도 광명시 소하1동 및 서울특별시 금천구 가산동 | 노선 통합 및 분할                                                                         |
| 16       | 서울 ~ 안산고속도로     | 금천 나들목 ~ 안산 분기점            | 15       | 서해안고속도로       | 전라남도 무안군 삼향면      | 경기도 광명시 소하1동 및 서울특별시 금천구 가산동 | 노선 통합 및 분할                                                                         |
| 8        | 울산고속도로            | 언양 분기점 ~ 울산 나들목            | 16       | 울산고속도로         | 울산광역시 울주군 언양읍    | 울산광역시 남구 무거동                            |                                                                                           |
| 25       | 공주 ~ 서천고속도로     | 서공주 분기점 ~ 동서천 나들목        | 17       | 서천공주고속도로     | 충청남도 서천군 기산면      | 충청남도 공주시 우성면                            | 노선명 변경                                                                               |
| 26       | 익산 ~ 장수고속도로     | 익산 분기점 ~ 장수 분기점            | 20       | 익산포항고속도로     | 전라북도 익산시 왕궁면      | 경상북도 포항시 연일읍                            | 노선 통합 및 분할 지금의 새만금포항고속도로지선 (익산 ~ 완주)과 새만금포항고속도로의 일부 |
| 27       | 김천 ~ 포항고속도로     | 화산 분기점 ~ 포항 나들목            | 20       | 익산포항고속도로     | 전라북도 익산시 왕궁면      | 경상북도 포항시 연일읍                            | 노선 통합 및 분할 지금의 새만금포항고속도로지선 (익산 ~ 완주)과 새만금포항고속도로의 일부 |
| 27의2    | 김천 ~ 포항고속도로지선 | 도동 분기점 ~ 화산 분기점            | 20       | 익산포항고속도로     | 전라북도 익산시 왕궁면      | 경상북도 포항시 연일읍                            | 노선 통합 및 분할 지금의 새만금포항고속도로지선 (익산 ~ 완주)과 새만금포항고속도로의 일부 |
| 27       | 김천 ~ 포항고속도로     | 봉산 분기점 ~ 화산 분기점            | 22       | 김천영천고속도로     | 경상북도 김천시 아포읍      | 경상북도 영천시 화산면                            | 노선 분할                                                                                 |
| 3        | 호남고속도로            | 순천 나들목 ~ 논산 분기점            | 25       | 호남고속도로         | 전라남도 순천시 서면        | 충청남도 논산시 연무읍                            | 노선 분할                                                                                 |
| 21       | 천안 ~ 논산고속도로     | 천안 분기점 ~ 논산 분기점            | 25       | 논산천안고속도로     | 충청남도 논산시 연무읍      | 충청남도 천안시 목천면                            | 노선명 변경                                                                               |
| 22       | 대전 ~ 당진고속도로     | 유성 분기점 ~ 당진 분기점            | 30       | 당진상주고속도로     | 충청남도 당진군 당진읍      | 경상북도 상주시 낙동면                            | 노선 통합 및 노선 연장 지금의 서산영덕고속도로의 일부                                     |
| 23       | 청주 ~ 상주고속도로     | 청주 분기점 ~ 상주 분기점            | 30       | 당진상주고속도로     | 충청남도 당진군 당진읍      | 경상북도 상주시 낙동면                            | 노선 통합 및 노선 연장 지금의 서산영덕고속도로의 일부                                     |
| 17       | 대전통영고속도로        | 산내 분기점 ~ 통영 나들목            | 35       | 대전통영고속도로     | 경상남도 통영시 용남면      | 대전광역시 대덕구                                 | 지금의 통영대전고속도로                                                                   |
| 10       | 중부고속도로            | 하남 분기점 ~ 남이 분기점            | 35       | 중부고속도로         | 충청북도 청원군 남이면      | 경기도 하남시 덕풍동                              |                                                                                           |
| 10의2    | 제2중부고속도로         | 산곡 분기점 ~ 마장 분기점            | 37       | 제2중부고속도로      | 경기도 이천시 마장면        | 경기도 하남시 상산곡동                            |                                                                                           |
| 24       | 평택 ~ 음성고속도로     | 서평택 분기점 ~ 대소 분기점          | 40       | 평택음성고속도로     | 경기도 평택시 청북면        | 충청북도 음성군 대소면                            | 지금의 평택제천고속도로의 일부                                                            |
| 7        | 구마고속도로            | 현풍 분기점 ~ 내서 분기점            | 45       | 중부내륙고속도로     | 경상남도 마산시 내서읍      | 경기도 양평군 옥천면                              | 노선 통합 및 노선 연장                                                                    |
| 18       | 중부내륙고속도로        | 여주 분기점 ~ 현풍 분기점            | 45       | 중부내륙고속도로     | 경상남도 마산시 내서읍      | 경기도 양평군 옥천면                              | 노선 통합 및 노선 연장                                                                    |
| 11       | 서해안고속도로          | 서창 분기점 ~ 안산 분기점            | 50       | 영동고속도로         | 인천광역시 남동구 만수동    | 강원도 강릉시 성산면                              | 노선 통합                                                                                 |
| 12       | 신갈 ~ 안산고속도로     | 신갈 분기점 ~ 안산 분기점            | 50       | 영동고속도로         | 인천광역시 남동구 만수동    | 강원도 강릉시 성산면                              | 노선 통합                                                                                 |
| 4        | 영동고속도로            | 신갈 분기점 ~ 강릉 분기점            | 50       | 영동고속도로         | 인천광역시 남동구 만수동    | 강원도 강릉시 성산면                              | 노선 통합                                                                                 |
| 19       | 부산 ~ 대구고속도로     | 삼락 나들목 ~ 동대구 분기점          | 55       | 중앙고속도로         | 부산광역시 사상구 삼락동    | 강원도 춘천시 동내면                              | 노선 통합                                                                                 |
| 14       | 중앙고속도로            | 금호 분기점 ~ 춘천종점               | 55       | 중앙고속도로         | 부산광역시 사상구 삼락동    | 강원도 춘천시 동내면                              | 노선 통합                                                                                 |
| 28       | 부산 ~ 울산고속도로     | 부산기점 ~ 울산 분기점               | 65       | 동해고속도로         | 부산광역시 해운대구 송정동  | 강원도 속초시                                     | 노선 통합 및 노선 연장                                                                    |
| 5        | 동해고속도로            | 속초 나들목 ~ 동해 나들목            | 65       | 동해고속도로         | 부산광역시 해운대구 송정동  | 강원도 속초시                                     | 노선 통합 및 노선 연장                                                                    |
| 101      | 서울외곽순환고속도로    | 판교 분기점 ~ 판교 분기점            | 100      | 서울외곽순환고속도로 | 경기도 성남시 분당구 삼평동 | 경기도 성남시 분당구 삼평동                       | 지금의 수도권제1순환고속도로                                                              |
| 6의3     | 마산외곽고속도로        | 산인 분기점 ~ 창원 분기점            | 102      | 마산외곽고속도로     | 경상남도 함안군 산인면      | 경상남도 창원시 동읍                              | 지금의 남해고속도로의 일부                                                                |
| 6의2     | 남해고속도로제2지선     | 사상 나들목 ~ 냉정 분기점            | 104      | 남해고속도로제2지선  | 경상남도 김해시 주촌면      | 부산광역시 사상구 감전동                          |                                                                                           |
| 11       | 서해안고속도로          | 서창 분기점 ~ 능해 나들목            | 110      | 제2경인고속도로      | 인천광역시 중구             | 경기도 안양시 석수동                              | 노선 통합                                                                                 |
| 15       | 제2경인고속도로         | 삼막 나들목 ~ 서창 분기점            | 110      | 제2경인고속도로      | 인천광역시 중구             | 경기도 안양시 석수동                              | 노선 통합                                                                                 |
| 2        | 경인고속도로            | 신월 나들목 ~ 인천 나들목            | 120      | 경인고속도로         | 인천광역시 남구 용현동      | 서울특별시 양천구 신월동                          |                                                                                           |
| 20       | 인천국제공항고속도로    | 북로 분기점 ~ 용유/무의 나들목       | 130      | 인천국제공항고속도로 | 인천광역시 중구 운서동      | 경기도 고양시 강매동                              |                                                                                           |
| 3        | 호남고속도로            | 충청남도 논산시 연무읍 ~ 회덕 분기점 | 251      | 호남고속도로지선     | 충청남도 논산시 연무읍      | 대전광역시 대덕구 신대동                          | 노선 분할                                                                                 |
| 13       | 대전남부순환고속도로    | 서대전 분기점 ~ 비룡 분기점          | 300      | 대전남부순환고속도로 | 대전광역시 유성구 원내동    | 대전광역시 동구 비룡동                            |                                                                                           |
| 7        | 구마고속도로            | 금호 분기점 ~ 현풍 분기점            | 451      | 구마고속도로         | 대구광역시 달성군 현풍면    | 대구광역시 북구 금호동                            | 노선 분할 지금의 중부내륙고속도로지선                                                     |
| 19의2    | 부산 ~ 대구고속도로지선 | 대동 분기점 ~ 양산 분기점            | 551      | 중앙고속도로지선     | 경상남도 김해시 대동면      | 경상남도 양산시 중부동                            | 노선명 변경                                                                               |

## 노선
2024년 기준 대한민국의 고속도로 노선은 다음과 같다.
- 2015년 이전에 지정, 개설된 고속도로의 시점 및 종점, 길이의 정보는 국토교통부고시 제2015-181호 도로 노선의 지정 고시를 기준으로 한다.[50]
- 개통되지 않은 노선 또는 노선의 시점 또는 종점이 미개통 구간인 경우는 배경을 붉은색으로 표시하였다.

| 노선 번호 | 노선명                     | 시점                                                                              | 종점                                               | 길이     | 비고                                    |
| --------- | -------------------------- | --------------------------------------------------------------------------------- | -------------------------------------------------- | -------- | --------------------------------------- |
| 1         | 경부고속도로               | 부산광역시 금정구 구서동                                                          | 서울특별시 서초구 양재동 (양재 나들목)             | 416.1km  |                                         |
| 10        | 남해고속도로               | 전라남도 영암군 학산면 은곡리 (서영암 나들목)                                     | 전라남도 순천시 해룡면 성산리 (해룡 나들목)        | 106.8km  |                                         |
| 10        | 남해고속도로               | 전라남도 순천시 서면 동산리 (서순천 나들목)                                       | 부산광역시 북구 덕천동 (덕천 나들목)               | 166.3km  |                                         |
| 12        | 무안광주고속도로           | 전라남도 무안군 망운면 피서리 (무안공항 나들목)                                   | 광주광역시 광산구 운수동 (운수 나들목)             | 41.3km   | 고속국도 제12호선 문서를 참고하십시오.  |
| 12        | 광주대구고속도로           | 광주광역시 북구 문흥동 (문흥 분기점)                                              | 대구광역시 달성군 옥포읍 본리리 (옥포 분기점)      | 176.0km  | 고속국도 제12호선 문서를 참고하십시오.  |
| 14        | 함양울산고속도로           | 경상남도 함양군 지곡면 마산리                                                     | 울산광역시 울주군 청량읍 삼정리 (울주 분기점)      | 144.49km |                                         |
| 15        | 서해안고속도로             | 전라남도 무안군 삼향읍 맥포리 (죽림 분기점)                                       | 서울특별시 금천구 독산동 (금천 나들목)             | 336.6km  |                                         |
| 16        | 울산고속도로               | 울산광역시 울주군 언양읍 동부리 (언양 분기점)                                     | 울산광역시 남구 무거동 (울산 나들목)               | 14.3km   |                                         |
| 17        | 익산평택고속도로           | 전북특별자치도 익산시 왕궁면 구덕리 (익산 분기점)                                 | 경기도 평택시 현덕면 (현덕 분기점)                 | 132.0km  | 고속국도 제17호선 문서를 참고하십시오.  |
| 17        | 평택파주고속도로           | 경기도 평택시 오성면 안화리 (오성 나들목)                                         | 경기도 파주시 군내면 백연리                        | 117.9km  | 고속국도 제17호선 문서를 참고하십시오.  |
| 20        | 새만금포항고속도로         | 전북특별자치도 김제시 진봉면 심포리                                               | 전북특별자치도 완주군 상관면 의암리                | 55.1km   |                                         |
| 20        | 새만금포항고속도로         | 전북특별자치도 완주군 상관면 의암리                                               | 전북특별자치도 장수군 장계면 월강리 (장수 분기점)  | 36.5km   |                                         |
| 20        | 새만금포항고속도로         | 대구광역시 동구 도동 (팔공산 요금소)                                              | 경상북도 포항시 북구 흥해읍 대련리 (포항 나들목)   | 69.4km   |                                         |
| 25        | 호남고속도로               | 전라남도 순천시 서면 동산리 (서순천 나들목)                                       | 충청남도 논산시 연무읍 고내리 (논산 분기점)        | 194.2km  | 고속국도 제25호선 문서를 참고하십시오.  |
| 25        | 논산천안고속도로           | 충청남도 논산시 연무읍 고내리 (논산 분기점)                                       | 충청남도 천안시 동남구 목천읍 응원리 (천안 분기점) | 82.0km   | 고속국도 제25호선 문서를 참고하십시오.  |
| 27        | 순천완주고속도로           | 전라남도 순천시 해룡면 복성리 (동순천 나들목)                                     | 전북특별자치도 완주군 용진읍 용흥리 (완주 분기점)  | 117.8km  |                                         |
| 29        | 세종포천고속도로           | 세종특별자치시 장군면 하봉리                                                      | 경기도 안성시 금광면 장죽리 (남안성 분기점)        | 55.86km  |                                         |
| 29        | 세종포천고속도로           | 경기도 안성시 금광면 장죽리 (남안성 분기점)                                       | 경기도 구리시 토평동 (남구리 나들목)               | 71.1km   |                                         |
| 29        | 세종포천고속도로           | 경기도 구리시 토평동 (남구리 나들목)                                              | 경기도 포천시 신북면 가채리 (신북 나들목)          | 50.6km   |                                         |
| 30        | 서산영덕고속도로           | 충청남도 서산시 대산읍 화곡리                                                     | 경상북도 영덕군 영덕읍 남산리 (영덕 나들목)        | 330.8km  |                                         |
| 32        | 당진청주고속도로           | 충청남도 당진시 송악읍 전대리                                                     | 충청북도 청주시 청원구 오창읍 장대리 (오창 분기점) | 55.9km   |                                         |
| 35        | 통영대전고속도로           | 경상남도 통영시 용남면 동달리 (통영 나들목)                                       | 대전광역시 동구 비룡동 (비룡 분기점)               | 215.3km  | 고속국도 제35호선 문서를 참고하십시오.  |
| 35        | 중부고속도로               | 충청북도 청주시 서원구 남이면 석실리, 충청북도 청주시 흥덕구 석곡동 (남이 분기점) | 경기도 하남시 춘궁동 (하남 분기점)                 | 117.2km  | 고속국도 제35호선 문서를 참고하십시오.  |
| 37        | 제2중부고속도로            | 경기도 이천시 마장면 표교리 (마장 분기점)                                         | 경기도 하남시 상산곡동 (산곡 분기점)               | 31.1km   |                                         |
| 40        | 평택제천고속도로           | 경기도 평택시 청북읍 고잔리 (서평택 분기점)                                       | 충청북도 제천시 금성면 월림리 (제천 분기점)        | 127.4km  |                                         |
| 45        | 중부내륙고속도로           | 경상남도 창원시 마산회원구 내서읍 중리 (내서 분기점)                              | 경기도 양평군 옥천면 아신리 (양평 나들목)          | 301.7km  |                                         |
| 50        | 영동고속도로               | 인천광역시 남동구 만수동                                                          | 강원특별자치도 강릉시 성산면 송암리 (강릉 분기점)  | 234.4km  |                                         |
| 52        | 광주원주고속도로           | 경기도 광주시 초월읍 늑현리 (경기광주 분기점)                                     | 강원특별자치도 원주시 가현동 (원주 분기점)         | 57.0km   |                                         |
| 55        | 중앙고속도로               | 부산광역시 사상구 삼락동 (삼락 나들목)                                            | 강원특별자치도 춘천시 석사동 (춘천 나들목)         | 388.1km  |                                         |
| 60        | 서울양양고속도로           | 서울특별시 강동구 고덕동 (강일 나들목)                                            | 강원특별자치도 양양군 서면 범부리 (양양 분기점)    | 150.2km  |                                         |
| 65        | 동해고속도로               | 부산광역시 해운대구 좌동                                                          | 경상북도 영덕군 강구면 상직리                      | 131.8km  |                                         |
| 65        | 동해고속도로               | 강원특별자치도 삼척시 근덕면 상맹방리 (근덕 나들목)                               | 강원특별자치도 속초시 노학동 (속초 나들목)         | 122.6km  |                                         |
| 100       | 수도권제1순환고속도로      | 경기도 성남시 분당구 삼평동 (판교 분기점)                                         | 경기도 성남시 분당구 삼평동 (판교 분기점)          | 128.0km  |                                         |
| 102       | 남해고속도로의제1지선      | 경상남도 함안군 산인면 모곡리 (산인 분기점)                                       | 경상남도 창원시 의창구 동읍 용강리 (창원 분기점)   | 17.9km   |                                         |
| 104       | 남해고속도로의제2지선      | 경상남도 김해시 부곡동 (냉정 분기점)                                              | 부산광역시 사상구 감전동 (사상 나들목)             | 20.6km   |                                         |
| 105       | 남해고속도로의제3지선      | 경상남도 창원시 진해구 남문동 (신항 교차로)                                       | 경상남도 김해시 진례면 산본리 (진례 분기점)        | 15.3km   |                                         |
| 110       | 제2경인고속도로            | 인천광역시 중구 운서동 (공항신도시 분기점)                                        | 경기도 성남시 중원구 여수동 (여수대로 나들목)      | 70.0km   |                                         |
| 120       | 경인고속도로               | 인천광역시 서구 가정동 (서인천 나들목)                                            | 서울특별시 양천구 신월동 (신월 나들목)             | 13.4km   |                                         |
| 130       | 인천국제공항고속도로       | 인천광역시 중구 운서동 (인천국제공항)                                             | 경기도 고양시 덕양구 강매동 (북로 분기점)          | 36.5km   |                                         |
| 151       | 서천공주고속도로           | 충청남도 서천군 화양면 옥포리 (동서천 나들목)                                     | 충청남도 공주시 우성면 방문리 (서공주 분기점)      | 61.4km   |                                         |
| 153       | 평택시흥고속도로           | 경기도 평택시 청북읍 고잔리 (서평택 분기점)                                       | 경기도 시흥시 거모동 (군자 분기점)                 | 40.3km   |                                         |
| 171       | 오산화성고속도로           | 경기도 오산시 서랑동 (서오산 분기점)                                              | 경기도 화성시 안녕동 (안녕 나들목)                 | 2.5km    | 고속국도 제171호선 문서를 참고하십시오. |
| 171       | 용인서울고속도로           | 경기도 용인시 기흥구 영덕동 (흥덕 나들목)                                         | 서울특별시 서초구 내곡동 (헌릉 나들목)             | 22.9km   | 고속국도 제171호선 문서를 참고하십시오. |
| 173       | 익산평택고속도로의지선     | 경기도 평택시 현덕면 권관리 (현덕 분기점)                                         | 경기도 평택시 포승읍 희곡리(포승 분기점)           | 5.7km    |                                         |
| 202       | 새만금포항고속도로의지선   | 경상북도 포항시 북구 기계면 현내리                                                | 경상북도 포항시 북구 흥해읍 용한리                 | 24.0km   |                                         |
| 204       | 새만금포항고속도로의지선   | 전북특별자치도 익산시 왕궁면 구덕리 (익산 분기점)                                 | 전북특별자치도 완주군 상관면 의암리 (상관 분기점)  | 24.5km   |                                         |
| 251       | 호남고속도로의지선         | 충청남도 논산시 연무읍 고내리 (논산 분기점)                                       | 대전광역시 대덕구 신대동                           | 54.0km   |                                         |
| 253       | 고창담양고속도로           | 전북특별자치도 고창군 고수면 예지리 (고창 분기점)                                 | 전라남도 담양군 대덕면 운암리                      | 42.5km   |                                         |
| 255       | 강진광주고속도로           | 전라남도 강진군 작천면 현산리                                                     | 광주광역시 서구 벽진동                             | 51.1km   |                                         |
| 292       | 세종포천고속도로의오송지선 | 세종특별자치시 전동면 보덕리                                                      | 충청북도 청주시 흥덕구 오송읍 공북리               | 6.21km   |                                         |
| 300       | 대전남부순환고속도로       | 대전광역시 유성구 원내동 (서대전 분기점)                                          | 대전광역시 동구 비룡동 (비룡 분기점)               | 20.9km   |                                         |
| 301       | 영천상주고속도로           | 경상북도 영천시 북안면 임포리 (영천 분기점)                                       | 경상북도 상주시 낙동면 승곡리 (낙동 분기점)        | 93.9km   |                                         |
| 400       | 수도권제2순환고속도로      | 경기도 화성시 마도면 쌍송리 (마도 분기점)                                         | 경기도 여주시 산북면 용담리                        | 82.27km  |                                         |
| 400       | 수도권제2순환고속도로      | 경기도 화성시 마도면 쌍송리 (마도 분기점)                                         | 경기도 안산시 단원구 성곡동 (남안산 분기점)        | 13.5km   |                                         |
| 400       | 수도권제2순환고속도로      | 경기도 안산시 단원구 성곡동 (남안산 분기점)                                       | 경기도 시흥시 정왕동 (시화 나들목)                 | 2.4km    |                                         |
| 400       | 수도권제2순환고속도로      | 인천광역시 중구 신흥동3가 (남항 교차로)                                           | 경기도 김포시 통진읍 도사리 (서김포통진 나들목)    | 28.5km   |                                         |
| 400       | 수도권제2순환고속도로      | 경기도 김포시 양촌읍 흥신리 (서김포통진 나들목)                                   | 경기도 파주시 파주읍 부곡리                        | 25.4km   |                                         |
| 400       | 수도권제2순환고속도로      | 경기도 파주시 법원읍 삼방리 (법원 나들목)                                         | 경기도 양주시 회암동 (양주 나들목)                 | 24.8km   |                                         |
| 400       | 수도권제2순환고속도로      | 경기도 양주시 회암동 (양주 나들목)                                                | 경기도 포천시 소흘읍 무봉리 (소흘 분기점)          | 6.0km    |                                         |
| 400       | 수도권제2순환고속도로      | 경기도 포천시 소흘읍 무봉리 (소흘 분기점)                                         | 경기도 양평군 옥천면 아신리 (양평 나들목)          | 46.5km   |                                         |
| 451       | 중부내륙고속도로의지선     | 대구광역시 달성군 현풍읍 지리 (현풍 분기점)                                       | 대구광역시 북구 금호동 (금호 분기점)               | 30.0km   |                                         |
| 500       | 광주외곽순환고속도로       | 광주광역시 광산구 송치동 (남광산 나들목)                                          | 전라남도 장성군 남면 분향리 (남장성 분기점)        | 10.3km   |                                         |
| 551       | 중앙고속도로의지선         | 경상남도 김해시 안동 (김해 분기점)                                                | 경상남도 양산시 남부동 (양산 분기점)               | 18.1km   |                                         |
| 600       | 부산외곽순환고속도로       | 경상남도 김해시 진영읍 우동리 (진영 분기점)                                       | 부산광역시 기장군 일광읍 화전리 (기장 분기점)      | 48.8km   |                                         |
| 700       | 대구외곽순환고속도로       | 대구광역시 달서구 대천동 (달서 나들목)                                            | 대구광역시 동구 상매동 (율암 요금소)               | 32.91km  |                                         |

### 중첩 구간
| 노선명 | 노선명             | 중첩 구간 (숫자는 교차점 번호) | 중첩 구간 (숫자는 교차점 번호) | 중첩 구간 (숫자는 교차점 번호) | 노선명 | 노선명                | 연장   |
| 번호   | 명칭               | 중첩 구간 (숫자는 교차점 번호) | 중첩 구간 (숫자는 교차점 번호) | 중첩 구간 (숫자는 교차점 번호) | 번호   | 명칭                  | 연장   |
| ------ | ------------------ | ------------------------------ | ------------------------------ | ------------------------------ | ------ | --------------------- | ------ |
| 251    | 호남고속도로의지선 | 6 ~ 8                          | 유성 분기점 ~ 회덕 분기점      | 13 ~                           | 30     | 서산영덕고속도로      | 26.9km |
| 1      | 경부고속도로       | 31 ~ 34                        | 회덕 분기점 ~ 청주 분기점      | ~ 17                           | 30     | 서산영덕고속도로      | 26.9km |
| 1      | 경부고속도로       | 36-2 ~ 38                      | 옥산 분기점 ~ 천안 분기점      | ~ 1                            | 32     | 당진청주고속도로      | 15.7km |
| 1      | 경부고속도로       | 13 ~ 17                        | 동대구 분기점 ~ 금호 분기점    | 11 ~ 14                        | 55     | 중앙고속도로          | 17.3km |
| 35     | 통영대전고속도로   | 20 ~ 22                        | 산내 분기점 ~ 비룡 분기점      | 4 ~ 6                          | 300    | 대전남부순환고속도로  | 7.6km  |
| 17     | 평택파주고속도로   | 6 ~                            | 서오산 분기점 ~ 화성 분기점    | 1 ~ 3                          | 400    | 수도권제2순환고속도로 | 4.3km  |
| 25     | 호남고속도로       | 9 ~ 9-1                        | 고서 분기점 ~ 문흥 분기점      | 11 ~ 12                        | 12     | 광주대구고속도로      | 4.8km  |
| 30     | 서산영덕고속도로   | 24 ~ 25                        | 낙동 분기점 ~ 상주 분기점      |                                | 301    | 영천상주고속도로      | 3.8km  |
| 153    | 평택시흥고속도로   | 2-1 ~                          | 마도 분기점 ~ 시화 분기점      | 7 ~                            | 400    | 수도권제2순환고속도로 | 13.5km |

## 운영
고속도로 관리는 《도로법》 제23조 (도로관리청)에서는 국토교통부장관을 관리청으로 한다는 내용이 명시되어 있으나 다음 내용인 《도로법》 제112조 (고속국도에 관한 도로관리청의 업무대행)에서는 다음과 같이 명시하고 있다.
① 국토교통부장관은 이 법과 그 밖에 도로에 관한 법률에 규정된 고속국도에 관한 권한의 일부를 대통령령으로 정하는 바에 따라 한국도로공사로 하여금 대행하게 할 수 있다.

② 한국도로공사는 제1항에 따라 고속국도에 관한 국토교통부장관의 권한을 대행하는 경우에 그 대행하는 범위에서 이 법과 그 밖에 도로에 관한 법률을 적용할 때에는 해당 고속국도의 도로관리청으로 본다.— 도로법 제112조, 법률 제12639호, 2014년 5월 21일 일부개정, 2014년 7월 14일 시행

따라서 이 법에 근거해 한국도로공사는 국토교통부장관의 권한을 대행해 고속도로를 관리할 수 있다.

### 민간투자고속도로
민간투자사업(수익형 민자사업)으로 건설된 고속도로는 사회기반시설에 대한 민간투자법에 따라 도로 준공과 동시에 해당 시설의 소유권은 국가에 귀속된다. 그리고 도로 건설에 참여한 사업시행자에게 일정기간의 시설관리운영권을 인정하고 국가 또는 지방자치단체 등이 협약에서 정한 기간 동안 임차하여 관리하는 방식으로 운영된다. 즉, 민자사업으로 건설된 고속도로는 건설 추진 당시 맺은 실시협약에 따라 정한 기간 동안 운임을 징수하며, 징수 기간이 만료되면 국가로 귀속된 후 고속도로 관리 권한을 대행하는 한국도로공사에서 운임을 징수하게 된다. 아래는 민자고속도로 노선 및 대한민국에서 민자사업으로 고속도로를 건설하고 운영중인 기업 및 민간투자고속도로 노선 목록이다.
| 운영 기업           | 노선     | 노선               | 운영 구간                   | 운영 구간                           | 설립일           |
| 운영 기업           | 노선번호 | 노선명             | 시점                        | 종점                                | 설립일           |
| ------------------- | -------- | ------------------ | --------------------------- | ----------------------------------- | ---------------- |
| 경기고속도로        | 17       | 평택~파주선        | 오성 나들목                 | 봉담 나들목                         | 2003년 12월 30일 |
| 경기고속도로        | 171      | 오산~화성선        | 서오산 분기점               | 안녕 나들목                         | 2003년 12월 30일 |
| 경기고속도로        | 400      | 수도권제2순환선    | 화성 분기점                 | 동탄 분기점                         | 2003년 12월 30일 |
| 경기동서순환도로    | 400      | 수도권제2순환선    | 마도 분기점                 | 화성 분기점                         | 2016년 5월 16일  |
| 포천화도고속도로    | 400      | 수도권제2순환선    | 소흘 분기점                 | 경기도 남양주시 화도읍 창현리       | 2016년 12월 20일 |
| 인천김포고속도로    | 400      | 수도권제2순환선    | 남항 교차로                 | 서김포통진 나들목                   | 2006년 12월 18일 |
| 화성광주고속도로    | 400      | 수도권제2순환선    | 동탄 분기점                 | 곤지암 분기점                       | 2012년 12월 26일 |
| 서울북부고속도로    | 400      | 수도권제2순환선    | 양주 나들목                 | 소흘 분기점                         | 2007년 10월 30일 |
| 서울북부고속도로    | 29       | 세종~포천선        | 남구리 나들목               | 신북 나들목                         | 2007년 10월 30일 |
| 경수고속도로        | 171      | 용인~서울선        | 흥덕 나들목                 | 헌릉 나들목                         | 2003년 12월 23일 |
| 부산신항제2배후도로 | 105      | 남해제3지선        | 신항 교차로                 | 진례 분기점                         | 2008년 3월 3일   |
| 부산울산고속도로    | 65       | 동해선             | 부산광역시 해운대구 좌동    | 울산 분기점                         | 2006년 5월 4일   |
| 상주영천고속도로    | 301      | 영천~상주선        | 영천 분기점                 | 낙동 분기점                         | 2006년 12월 18일 |
| 서부내륙고속도로    | 17       | 익산~평택선        | 익산 분기점                 | 경기도 평택시 안중읍 삼정리         | 2015년 12월      |
| 서부내륙고속도로    | 173      | 익산~평택선의 지선 | 경기도 평택시 현덕면 권관리 | 경기도 평택시 포승읍 희곡리         | 2015년 12월      |
| 서울문산고속도로    | 17       | 평택~파주선        | 북로 분기점                 | 내포 나들목                         | 2007년 12월 21일 |
| 서울문산고속도로    | 17       | 평택~파주선        | 남고양 나들목               | 봉대산 분기점                       | 2007년 12월 21일 |
| 수도권서부고속도로  | 17       | 평택~파주선        | 봉담 나들목                 | 남광명 분기점                       | 2006년 12월 18일 |
| 수도권서부고속도로  | 17       | 평택~파주선        | 남광명 분기점               | 성채 나들목/소하 나들목/소하 분기점 | 2006년 12월 18일 |
| 서서울고속도로      | 17       | 평택~파주선        | 남광명 분기점               | 88 분기점                           | 2008년 8월 29일  |
| 서울고속도로        | 100      | 수도권제1순환선    | 퇴계원 나들목               | 일산 나들목                         | 2000년 5월 16일  |
| 서울춘천고속도로    | 60       | 서울~양양선        | 강일 나들목                 | 춘천 분기점                         | 2002년 11월 8일  |
| 신공항하이웨이      | 130      | 인천국제공항선     | 용유/무의 나들목            | 북로 분기점                         | 1995년 12월 6일  |
| 신대구부산고속도로  | 55       | 중앙선             | 대동 분기점                 | 동대구 분기점                       | 1999년 12월 8일  |
| 옥산오창고속도로    | 32       | 당진~청주선        | 옥산 분기점                 | 오창 분기점                         | 2009년 6월 22일  |
| 인천대교            | 110      | 제2경인선          | 공항신도시 분기점           | 학익 분기점                         | 1999년 12월 23일 |
| 인천대교            | 110      | 제2경인선          | 연수 분기점                 | 송도 나들목                         | 1999년 12월 23일 |
| 제2경인연결고속도로 | 110      | 제2경인선          | 삼막 나들목                 | 여수대로 나들목                     | 2007년 7월 26일  |
| 제2서해안고속도로   | 153      | 평택~시흥선        | 서평택 분기점               | 군자 분기점                         | 2006년 12월 6일  |
| 제2서해안고속도로   | 400      | 수도권제2순환선    | 마도 분기점                 | 시화 분기점                         | 2006년 12월 6일  |
| 제2영동고속도로     | 52       | 광주~원주선        | 경기광주 분기점             | 원주 분기점                         | 2007년 5월 2일   |
| 천안논산고속도로    | 25       | 논산~천안선        | 논산 분기점                 | 천안 분기점                         | 1997년 7월 22일  |

## 과거의 고속도로
대한민국의 고속도로는 계속 증가하는 추세지만 1970~80년대에 건설된 고속도로는 당시 건설 기술력 한계로 인해 지금의 고속도로 선형보다 좋지 않았기 때문에 현재까지 꾸준히 선형 개량 공사를 통해 개선해가고 있으며, 이 과정에서 폐도되는 구간도 발생하고 있다. 폐도된 구간은 연장이 짧거나 부지가 협소한 경우 휴게소나 졸음쉼터, 자재보관소 등의 기타 시설물 부지로 활용되기도 하며, 연장이 긴 경우 지방자치단체에 도로 관리권을 이관해 일반도로로 변경하여 인근 지역의 도로 교통 개선에 이바지하기도 한다. 또한 과거에는 고속도로 노선으로 지정되어 건설되었으나 시간이 지나면서 고속도로 요건을 갖추지 못하게 되거나 지방자치단체로 관리권이 이관되어 노선이 폐지된 경우도 존재한다.
아래 고속도로는 과거 고속국도로 노선이 지정되었지만 노선 지정 변경 또는 폐지로 일반 도로로 변경된 구간이다.

### 지정 해제된 고속도로
- 경부선 양재 나들목 ~ 한남대교 남단 구간 : 1970년에 경부고속도로로 개통되었으나 2002년에 관리권이 서울특별시로 이관되면서 노선 지정에서 해제되었다. 다만 도로명주소와 교통정보 등에서는 경부고속도로로 통용되고 있다.
- 국회대로 신월 나들목 ~ 경인고속입구 교차로 구간 : 1968년 경인고속도로로 개통되었던 구간으로 1985년 목동지구가 개발되면서 고속도로 노선 지정이 해제되었다. 기존 고속도로 구간은 지하차도 건설 및 자동차 전용도로로 지정해 주요 간선도로로 활용되고 있다.
- 산업로 : 1995년 남해고속도로제3지선으로 개통되었으나 도로 구조상 고속도로로 관리하기 어려워 1996년에 노선이 폐지되었고, 폐지와 동시에 국도 제59호선으로 지정되었다.
- 서해안선 목포 나들목 ~ 죽림 분기점 구간 : 1998년 서해안고속도로 무안 ~ 목포 구간으로 개통되었으나 2011년 죽림 분기점과 함께 국도 제2호선 무영로가 개통하면서 이 구간이 국도 제2호선으로 변경되었다. 그렇지만 도로명은 여전히 서해안고속도로이다.
- 신천대로 서대구 나들목 ~ 팔달교 구간 : 1977년 구마고속도로로 개통되었으며 1984년 구마고속도로 노선이 변경되면서 기존 이현 분기점 ~ 팔달교 구간이 구마고속도로지선으로 분리되었다. 그러나 대구광역시가 확장되면서 주변지역의 시가화로 인하여 고속국도로서의 기능을 상실해 1996년 노선이 폐지되었고 신천대로로 편입되었다.
- 남해선 덕천 나들목 ~ 구포 나들목 구간 : 1973년 남해고속도로로 개통되었으나 1978년 6월 22일 고속도로 노선 지정이 해제되었다. 지금은 부산광역시도 제66호선의 일부 구간으로 지정되어 있으며, 도로명주소나 교통정보 등에서는 남해고속도로로 통용되고 있다.
- 인천대로(구 경인선 인천 나들목~서인천 나들목 구간) : 1968년 경인고속도로로 개통되었으나 2017년 12월 1일 고속도로 노선 지정이 해제되었다.

### 고속도로 이설로 폐도된 구간을 재활용하는 경우
아래 구간은 과거 고속도로로 처음 건설되었으나 이후 확장 공사 등으로 인해 고속도로가 이설되고 남은 구간이다.
- 국도 제7호선 동해대로 강릉 ~ 동해 구간 : 1975년 동해고속도로가 왕복 2차선 도로로 건설되었을 때 사용되었던 도로로 2004년 강릉 ~ 동해 구간이 새로운 도로로 확장 개통되어 이설된 후 기존 고속도로 구간이 국도로 이관되었다.
- 지방도 제456호선 대관령 구간 : 1973년 영동고속도로 노선 지정 당시 건설 기술력 한계로 과거 국도 제6호선으로 이용되었던 대관령 고갯길을 개량하여 고속도로로 사용했던 구간이다. 2001년 횡계 ~ 강릉 구간이 새로운 도로로 확장 개통되어 이설된 후 2003년부터 지방도로 지정되었다.
- 봉화로, 청태산로(삽교리~진조리), 지방도 제408호선 태기로(면온~장평), 경강로(속사~진부): 1975년 영동고속도로 새말~강릉 구간 개통 당시 사용되었던 도로로, 1999년 영동고속도로 새말~월정 구간의 이설로 새 도로가 확장 개통되어 일반도로로 쓰이고 있다.
- 구고속도로 : 1973년 남해고속도로가 왕복 2차로 고속도로로 건설되었을 때 사용되었던 도로로 1992년 광양 ~ 진주 구간이 새로운 도로로 확장 개통되어 이설된 후 일반도로로 전환하여 사용되고 있다.
- 담양88로: 1984년 88올림픽고속도로가 왕복 2차로 고속도로로 건설되었을 때 사용되었던 도로로 2006년 담양군 구간이 확장 이설되어 현재 담양군도로 활용하고 있다.
- 곰재로
- 남장로, 지방도 제743호선 장수군 구간 : 1984년 88올림픽고속도로가 왕복 2차로 고속도로로 건설되었을 때 사용되었던 도로로 2015년 왕복 4차선의 광주대구고속도로로 이설되면서 폐도되었다가, 남장수 나들목~사치마을 구간의 경우 2016년 9월 2일에 선형이 불량했던 기존 지방도를 대신할 목적으로 장수군 번암면 구간을 인수해 지방도로 활용하고 있다.
- 지방도 제1001호선 함양군 구간 : 1984년 88올림픽고속도로가 왕복 2차로 고속도로로 건설되었을 때 사용되었던 도로로 2015년 왕복 4차선의 광주대구고속도로로 이설되면서 폐도되었다가 2016년 8월에 선형이 불량했던 기존 지방도를 대신할 목적으로 함양군 백전면 ~ 병곡면 구간을 인수해 지방도로 활용하고 있다.
- 거창88로
- 신상로·비야대정로: 1970년 경부고속도로 대전~대구 구간 개통 당시 사용되었던 도로로, 1999년 대전진주고속도로 개통과 경부고속도로 이설을 통해 새 도로가 확장 개통되었다. 해당 구간에 있던 대전육교는 도로의 기능을 상실했으며, 대전터널과 구 증약터널 서울 방향 터널(양방향으로 개량)이 현재 활용되고 있다.
- 금강로: 1970년 경부고속도로 대전~대구 구간 개통 당시 사용되었던 도로로, 2003년 경부고속도로 이설로 새 도로가 확장 개통되었다. 해당 구간의 옥천터널은 부산 방향 터널만이 양방향으로 바뀌어 활용되고 있다.
- 영동터널: 1970년 경부고속도로 대전~대구 구간 개통 당시 사용되었던 도로로, 2015년 경부고속도로 이설로 새 도로가 확장 개통되었다. 부산 방향 터널이 상용 교통에, 서울 방향 터널이 한국도로공사 종합방재시험장으로 쓰이고 있다.
- 신천대로 남대구 나들목 ~ 서대구 나들목 구간 : 1977년 구마고속도로가 왕복 2차선 도로로 건설되었을 때 사용되었던 도로로 2010년 중부내륙고속도로지선 화원 ~ 성서 구간이 왕복 6, 8차선으로 확장 개통되어 이설되면서 신천대로로 편입되었다.

### 계획되었으나 착공되지 못하고 폐지된 고속도로
- 김천영천고속도로
- 서울양평고속도로

## 고속도로에 관한 법
과거에는 법률상에 있어서 특이한 점은 일반적으로 도로는 《도로법》을 기준으로 하나, 고속도로는 《도로법》 제2장 제9조 〈고속국도〉 부분에 따로 별개의 법률로 제정, 개정하도록 명시되어 있었다. 이 별개의 법률이 바로 《고속국도법》으로, 고속도로에 대해서는 《도로법》의 영향보다는 《고속국도법》의 영향을 더 많이 받았었다. 《고속국도법》 제2조 〈용어의 정의〉에서 고속국도는 '자동차교통망의 중축을 이루는 주요도시를 상호 연락하는 자동차전용의 고속교통의 공하는 도로'로 규정하고 있었다. 교통규정은 다른 종류의 도로와 동일하게 《도로교통법》을 준수하고 있다. 고속도로의 노선 지정권한은 국토교통부나 한국도로공사도 아닌 대통령에게 있으며, 대통령령을 통해 지정된 《고속국도 노선 지정령》에 수록된 노선만이 고속도로로 승인받게 되어 있었다. 승인받은 해당 도로는 이후 그에 따른 고속도로 관련 법률을 적용받게 되었었다.
따라서 위 기준으로 볼 때, 일반적으로 통용되는 "고속도로(高速道路)"보다는 법률상으로 엄밀히 말해 "고속국도(高速國道)"라는 명칭이 정확한 표현이며, 고속국도법의 영향을 받은 도로만 고속도로라고 할 수 있지만 고속국도법이 적용되지 않은 자동차 전용도로인 일반국도 및 지방도의 일부구간, 도로번호가 부여되어있지 않거나 시도(특별시와 광역시 제외)나 군도로 지정된 도로(기초지방자치단체 중에서 시 또는 군이 관리하는 도로) 중에서 자동차 전용도로로 지정된 구간과 도시고속화도로(서울특별시 및 광역시 내에 있는 자동차 전용도로, 서울특별시와 서울특별시의 근교를 연결하는 자동차 전용도로인 경우)를 고속화도로, 도시고속도로로 부를 정도로 통상적으로 고속도로라는 명칭을 흔히 사용한다.
2014년 7월 14일 《도로법》의 전면 개정으로 《고속국도법》이 《도로법》에 통합되어 폐지되었으며, 이와 동시에 《고속국도노선지정령》이 폐지되었다. 이에 따라 고속도로도 다른 도로와 동일하게 《도로법》의 영향을 받게 되었다. 이 법령 개정 후 변경 및 신설, 폐지되는 고속도로 노선에 대해서는 국토교통부 고시에 의해 이루어지게 된다.

## 고속도로 시설물
- 나들목 (IC, InterChange)

고속도로 나들목(인터체인지, Interchange, IC)은 고속도로와 일반도로를 연결하는 도로 시설물이다.
- 분기점 (JC, JunCtion)

고속도로 분기점(分岐點, Junction, JC 또는 JCT)은 고속도로들을 서로 연결하는 도로 시설물이다.
- 요금소 (TG, TollGate)

요금소(Tollgate, TG)는 유료도로에서 요금을 징수하기 위해 길위에 세워놓은 시설물들이다.
- 휴게소 (SA, Service Area)

휴게소(Service Area, SA)는 고속도로에서 통행할 시 필요한 서비스를 제공하기 위한 일련의 시설물들을 의미하며, 운전자의 휴식과 차량에 대한 서비스를 담당한다.
- 중앙분리대

중앙분리대는 보통 콘크리트로 만들어지며, 최근에 지어지는 고속도로들의 중앙분리대는 남북축 고속도로에는 초록띠를, 동서축 고속도로에는 파란띠를 두른다.
- 졸음쉼터 (RA, Rest Area)

졸음쉼터는 고속도로변에 졸리는 운전자들이 쉬어갈 수 있도록 설치한 시설물이다. 졸음쉼터들은 최근 졸음운전 사고가 끊이지 않고 있어 한국도로공사에서 졸음운전 방지 캠페인을 대대적으로 펼침과 함께 다수 건설되었다. 졸음쉼터에는 보통 간이 주차장과 운동 가구, 그리고 정자가 설치되어 있지만, 때에 따라 간이 화장실, 자판기, 와이파이가 지원되기도 한다.
- 버스 정류장 (BS, Bus Stop)

버스 정류장(Bus Stop, BS)은 고속도로 위에 별도의 정류장을 만들어 버스들이 인터체인지를 통해 고속도로에서 내려가지 않아도 승객을 태울 수 있도록 만든 시설물이지만 최근 일반완행 고속버스가 사라지고 각 지역별로 버스 터미널이 들어서면서 쓸 일이 없어졌기 때문에 거의 철거되었다. 철거된 정류장 터는 졸음쉼터로 활용되고 있으며, 신규 고속도로에는 건설되지 않는다.
활용되는 정류장을 나열하면 다음과 같다.
- 수도권
  - 신갈BS : 경부고속도로 수원신갈 나들목과 서울 요금소 사이에 위치하며 서울남부 ↔ 탕정 시외버스가 이용
  - 죽전BS : 경부고속도로 수원신갈 나들목과 서울 요금소 사이에 위치하며 관광버스나 일부 학교 통학버스가 이용
  - 경기도 순환버스 정류소
    - 김포 요금소 - (3300번, 5000번, 8407번, 8450번, 8906번)
    - 양주 요금소 - (3800번, 8109번, 8906번)
    - 구리 요금소 - (11번, 100번, 1001번, 1200번, 2000번, 7007번, 8012번, 8109번, 8401번, 8409번)
    - 성남 요금소 - 가천대역 ex-허브 정류장 개소로 폐쇄
    - 청계 요금소 - (333번, 1009번, 1650번, 2007번, 3330번, 3500번, 7007-1번, 8106번, 8401번, 8409번)
    - 시흥 요금소 - (3200번, 8106번, 8407번, 8906번)
    - 불암산 요금소 - (8109번, 8401번, 8409번)
    - 시흥 하늘휴게소 - (3202번, 3402번,  5000번, 5500번, 8106번, 8450번, 9100번, 9201번, 9300번)
      - 경기순환버스 - 경기도 도시들끼리의 연결성을 개선하고, 혼잡지역인 서울을 지나지 않고도 경기도 지역 간을 연결할 수 있도록 '경기순환버스' 노선이 2010년 8월 23일 신설되었으며 의정부, 양주 (덕정역), 구리 (돌다리), 성남 (분당), 안양 (안양역, 범계역), 군포 (산본역, 금정역), 의왕, 수원, 부천 (중동), 고양 (일산) 각 시내에서는 주요 4개 정류장만 정차, 약 20 ~ 30분 배차운행되며 급행버스형태로 수도권제1순환고속도로를 이용한다. 경기순환버스 운행에 맞추어 한국도로공사에서는 청계, 시흥, 성남, 구리, 양주, 김포, 불암산 톨게이트에 버스정류장을 설치, 이를 통해 순환버스끼리의 환승이 가능하다.

  - ex-허브
    - 가천대역 : 성남 요금소와 송파 나들목 사이에 위치하며 경기순환버스, 직행좌석버스, 일부 시외버스가 정차
    - 동천역 : 죽전BS의 부산 방면에 해당하는 정류소로 전세버스 등이 이용

- 충청권
  - 황간BS : 추풍령 나들목과 황간 나들목 사이에 위치하며 서울 ↔ 구미 고속버스 일부가 정차

- 영남권
  - 양산BS : 경부고속도로 양산 분기점과 양산 나들목 사이에 위치하며 부산 ↔ 경주, 대구 일반완행 고속버스가 이용
  - 석계BS : 경부고속도로 양산 나들목과 통도사 하이패스 나들목 사이에 위치하며 부산 ↔ 경주, 대구로 이동하는 일반완행 고속버스가 이용
  - 구 톨게이트BS : 폐쇄된 언양 나들목 부지에 위치하며 울산 ~ 김해국제공항 리무진 버스가 이용
  - 범서천상BS : 울산고속도로 언양 분기점과 울산 분기점 사이에 위치하며 울산 1703번, 1713번, 1723번 버스가 이용

- 호남권
  - 봉산BS : 광주대구고속도로 담양 분기점 내에 위치하며 담양 311번 버스가 이용
  - 비아BS : 호남고속도로 광산 나들목과 북광산 나들목 사이에 위치하며 서울호남 ↔ 광주로 이동하는 고속버스가 중간 하차

## 통행 제한
일반도로와 같이 총중량 40톤 이상의 차량이나 축하중 10톤 이상 차량의 통행이 제한된다. 한국도로공사에서 언급하는 통행 제한 차량은 높이가 4.2m를 초과하는 차량(적재물 포함), 길이가 16.7m를 초과하는 차량(적재물 포함), 폭이 2.5m를 초과하는 차량(적재물 포함) 등은 고속도로의 통행이 제한되며, 적재불량차량(편중적재, 적재함 개방, 스페어 타이어 고정 불량, 덮개를 씌우지 않았거나 묶지 않아 결속상태가 불량한 차량, 적재함 청소상태 불량, 액체 적재물 방류차량, 견인시 사고 차량 파손품 유포 우려가 있는 차량, 기타 적재 불량으로 인하여 적재물 낙하 우려가 있는 차량)도 고속도로의 통행이 제한된다. 이외에도 최고속도제한이 100km/h인 경우 정상운행속도가 50km/h 미만(최고속도제한이 110km/h인 경우 60km/h 미만)인 차량과 이상 기후 시(적설량 10cm 이상 또는 영하 20℃ 이하) 연결 화물 차량(풀카, 트레일러 등) 기타 도로관리청이 도로의 구조보전과 운행의 위험을 방지하기 위하여 운행 제한이 필요하다고 인정되는 차량이다.
일반도로가 아닌 고속도로에서 통행이 제한되는 차량은 《고속국도법》제9조의 제1항 부분에는 '누구든지 고속국도에 자동차를 사용하는 이외의 방법으로 통행하거나 출입하지 못한다.'는 내용이 수록되어 있어 자동차를 사용하는 방법 이외에는 통행을 할 수 없다. 이는 보행자와 《자동차관리법》제3조(자동차의 종류)의 제1항에서 자동차에 해당되지 않는 차량(자전거, 농기계 등)을 말한다.

## 같이 보기
- 대한민국의 교통
- 대한민국의 도로
- 대한민국의 일반 국도
- 대한민국의 지방도
  - 국가지원지방도
- 대한민국의 자동차 전용도로
- 조선민주주의인민공화국의 고속도로